# Lista odcinków programu Sonda

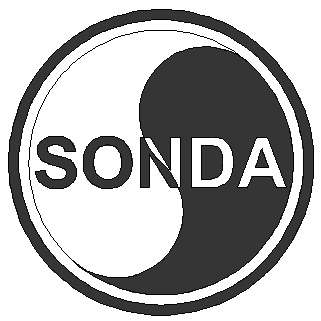
Logo programu Sonda

Lista odcinków programu Sonda – nadawanego przez Telewizję Polską w latach 1977–1989. Wyemitowano 488 odcinków, z których w archiwum Telewizji Polskiej zachowała się nieco ponad połowa, a dostępnych jest 207 odcinków. Najstarszy zachowany odcinek pochodzi z 1978 roku.

## Chronologiczna lista wszystkich odcinków

### Rok 1977
17 emisji (nowych: 17, powtórek: 0, specjalnych: 0) dostępnych odcinków: 0
| Nr odcinka | Obecność w archiwum Telewizji Polskiej | Nr odcinka dostępnego | Tytuł odcinka                                         | Temat odcinka | Data pierwszej emisji | Uwagi                       |
| ---------- | -------------------------------------- | --------------------- | ----------------------------------------------------- | --- | --------------------- | --------------------------- |
| 001        | –                                      |                       | Bez tytułu. Prowadzenie Andrzej Kurek, Zofia Żukowska | Voyager + Vertical – zdjęcia – studio: komentarz Teodora Zubowicza; – Roboty przemysłowe ASEA, felieton film., studio – gość: doc. Andrzejczak; – Wulkany podwodne – telekino – felieton filmowy – Marek Siudym; – Skąd wzięło się życie na Ziemi? – telekino – felieton filmowy – Marek Siudym; – Odkrycie celulozy w kosmosie – informacja w studiu | 1977.09.08            |                             |
| 002        | –                                      |                       | Bez tytułu. Prowadzenie Wanda Konarzewska             | Wykopaliska - czaszki – Informacje kosmiczne – Nowa w Łabędziu (otoczka planetarna); – Atlas zanieczyszczeń – Śląsk – rozmowa w studiu; – Teleskop radziecki na Uralu – telekino – felieton filmowy; – Lodołamacz „Arctica” – studio – ikonografia; – Ruch bieguna – studio – ikonografia; – Badania trójkąta bermudzkiego – telekino – felieton filmowy; – Najstarszy człowiek w Europie – znalezisko | 1977.09.15            |                             |
| 003        | –                                      |                       | Klimat                                                | Kaprysy pogody – felieton o anomaliach; – Techniki meteorologiczne – telekino – felieton filmowy; – Techniki regulacji pogody – balon, chmura (zasiewanie) – felieton filmowy; – Badania satelitarne pogody – telekino – felieton filmowy; – Dyskusja w studiu z doc. Stepanem Reichhartem | 1977.09.22            |                             |
| 004        | –                                      |                       | Energia – raport naukowy                              | Raport energetyczny USA; – Fotografia kirlianowska – telekino – felieton filmowy; – Ocena zasobów paliw – studio; – Wykorzystanie energii wiatru (wiatraki), słońca (dom Nebrasca); – Ocena wydajności nowych źródeł – studio; – Istota reakcji termojądrowej – studio; – Tokomaki i układy laserowej syntezy – telekino – felieton filmowy; – Dzisiejsza ekonomika termojądrowa – studio; – Osiągnięcia zespołu prof. S. Kaliskiego = studio; – Zagadka słonecznych neutrin – – telekino – felieton filmowy | 1977.09.29            | Scenariusz: Rafał Skibiński |
| 005        | –                                      |                       | Oko                                                   | Studio: czy oko jest najdoskonalszym zmysłem? – dyskusja; – budowa oka, ruchu gałki ocznej TK 16 – 3 min; – sposoby uzbrajania oka: przyrządy nauki, czyli mikroskopy, teleskopy, czytnik optyczny TK 16 – 3 min; – halucynacje, złudzenia optyczne TK 16 – 3 min; – krzesło redukcyjne TK 16 – 3 min | 1977.10.06            |                             |
| 006        | –                                      |                       | Komunikacja                                           | | 1977.10.13            | Scenariusz: Andrzej Kurek   |
| 007        | –                                      |                       | Woda                                                  | | 1977.10.20            |                             |
| 008        | –                                      |                       | Pole magnetyczne                                      | | 1977.10.27            |                             |
| 009        | –                                      |                       | Dźwięk                                                | | 1977.11.03            |                             |
| 010        | –                                      |                       | Czas                                                  | | 1977.11.10            |                             |
| 011        | –                                      |                       | Bionika                                               | | 1977.11.17            |                             |
| 012        | –                                      |                       | Materiały                                             | | 1977.11.24            |                             |
| 013        | –                                      |                       | Sen                                                   | | 1977.12.01            |                             |
| 014        | –                                      |                       | Grawitacja                                            | | 1977.12.08            |                             |
| 015        | –                                      |                       | Zabawki                                               | | 1977.12.15            |                             |
| 016        | –                                      |                       | Ergonomia                                             | | 1977.12.22            |                             |
| 017        | –                                      |                       | Remanent ’77                                          | Składanka prezentująca wydarzenia w nauce i technice od września do grudnia ’77. W programie znalazł się temat z dziedziny biologii; informacje astronomiczne, czyli obrazy nieba; felieton o promie kosmicznym; informacje o holowaniu gór lodowych z Antarktydy | 1977.12.29            |                             |

### Rok 1978
49 emisji (nowych: 43, powtórek: 0, specjalnych: 6) dostępnych odcinków: 2
| Nr odcinka | Obecność w archiwum Telewizji Polskiej | Nr odcinka dostępnego | Tytuł odcinka                      | Temat odcinka | Data pierwszej emisji | Uwagi |
| ---------- | -------------------------------------- | --------------------- | ---------------------------------- | --- | --------------------- | --- |
| 018        | –                                      |                       | Światło                            | | 1978.01.16            | |
| 019        | ?                                      |                       | Archeologia                        | | 1978.01.23            | |
| 020        | –                                      |                       | Astronautyka                       | | 1978.01.30            | |
| 021        | +                                      |                       | Genetyka (Mikrobiologia)           | | 1978.02.07            | |
| 022        | ?                                      |                       | Lasery                             | | 1978.02.14            | |
| 023        | –                                      |                       | Serce                              | | 1978.02.21            | |
| S-1        | ?                                      |                       | Ognie życia                        | Ze świata sensacji naukowych | 1978.02.25            | |
| 024        | –                                      |                       | Symetria                           | | 1978.02.28            | |
| 025        | –                                      |                       | Farmacja                           | | 1978.03.07            | |
| 026        | ?                                      |                       | Energia słoneczna                  | Prezentacja najnowszych badań nad zastosowaniem energii słonecznej | 1978.03.21            | |
| 027        | –                                      |                       | Światłowody                        | | 1978.03.28            | |
| 028        | –                                      |                       | Powietrze                          | | 1978.04.06            | |
| S-2        | –                                      |                       | Światło i dźwięk                   | | 1978.04.08            | |
| 029        | –                                      |                       | Mózg                               | | 1978.04.13            | |
| 030        | –                                      |                       | Radar                              | Radar w nauce i technice | 1978.04.20            | |
| 031        | +                                      | 135                   | Fotokinotechnika                   | Relacja z wystawy FotoKinoTechnika ’78 – metody tworzenia nietypowych filmów i zdjęć | 1978.05.04            | |
| S-3        | –                                      |                       | Turniej robotów                    | | 1978.05.06            | |
| 032        | –                                      |                       | Łączenie materiałów                | | 1978.05.18            | |
| 033        | –                                      |                       | Ryby                               | Zwrócenie uwagi na hodowlę, badania i nowe sposoby odłowu ryb słodkowodnych | 1978.06.08            | |
| 034        | +                                      |                       | Samochód bezpieczny                | | 1978.06.16            | Prawdopodobnie fragment tego odcinka pokazano w programie To był rok! (Rok 1978). Emisja 07.06.2021. Pokazano fragment, jak omawiano samochód elektryczny |
| 035        | +                                      |                       | Sprzątanie miast                   | | 1978.06.22            | |
| 036        | –                                      |                       | Krew                               | | 1978.06.29            | |
| 037        | –                                      |                       | Ile wytrzyma człowiek, czyli BHP   | | 1978.07.06            | |
| 038        | ?                                      |                       | Świat komputerów                   | | 1978.07.13            | |
| 039        | –                                      |                       | Hałas                              | | 1978.07.20            | |
| 040        | –                                      |                       | Zęby                               | | 1978.07.27            | |
| 041        | –                                      |                       | Imitacje – badania modelowe        | Modelowanie komputerowe, ruchomy pokój, symulator statku i portu; elektroniczne jajko – szpieg; badania w tunelu aerodynamicznym samolotów, statków, pociągu oraz modelowanie zjawisk atmosferycznych; modelowanie komputerowe ucha i mózgu; w studio: gry (w tym telewizyjne) | 1978.08.03            | |
| 042        | –                                      |                       | Las                                | | 1978.08.10            | |
| 043        | –                                      |                       | Inwentyka – czyli pomysły genialne | | 1978.08.17            | |
| 044        | –                                      |                       | Owady                              | Przedstawienie i dyskusja nad tezą: owady – sprzymierzeńcy czy wrogowie człowieka | 1978.08.24            | |
| 045        | –                                      |                       | Manipulatory i roboty              | | 1978.08.31            | |
| 046        | –                                      |                       | Mowa                               | | 1978.09.07            | |
| 047        | –                                      |                       | Maszyny rolnicze                   | | 1978.09.14            | |
| 048        | –                                      |                       | Zawsze zostaje ślad                | Program o historii kryminalistyki i współczesnych metodach prowadzenia śledztwa | 1978.09.21            | |
| 049        | +                                      | 070                   | Na krańcach widma – termowizja     | Program o podstawach, właściwościach, zastosowaniach promieniowania podczerwonego | 1978.09.28            | |
| 050        | +                                      |                       | Zanim pojawi się płomień           | Prezentacja najnowszych metod stosowanych w technice pożarniczej | 1978.10.03            | |
| 051        | –                                      |                       | Tajemnice życia – czyli białko     | Program o roli, jaką pełni białko w procesie życia zwierząt i ludzi | 1978.10.10            | |
| 052        | –                                      |                       | Kwadratura koła                    | Prezentacja etapów rozwoju koła i jego roli w różnych dziedzinach | 1978.10.17            | |
| 053        | –                                      |                       | Ryzyko                             | Prezentacja nowej dyscypliny naukowej i działalności ludzkiej w różnych dziedzinach | 1978.10.24            | |
| 054        | –                                      |                       | Percepcja                          | Mechanizmy spostrzegania zewnętrznego. Polskie badania w dziedzinie percepcji wzrokowej. Psychologia słyszenia i widzenia | 1978.10.31            | |
| 055        | ?                                      |                       | Kryształy, czyli struktura materii | Wyjaśnienie roli kryształów we współczesnej technice | 1978.11.14            | |
| 056        | ?                                      |                       | Teraz i tu                         | Prezentacja nowoczesnych urządzeń do natychmiastowego wykonania różnego rodzaju „zabiegów” | 1978.11.21            | |
| 057        | –                                      |                       | Życie pod wodą                     | Najnowsze badania w dziedzinie życia biologicznego w morzach i oceanach | 1978.11.28            | |
| 058        | –                                      |                       | TV – Po drugiej stronie ekranu     | O najnowszych osiągnięciach techniki telewizyjnej w kraju i na świecie i zasadach przekazu obrazu tv w kolorze | 1978.12.05            | |
| 059        | +                                      |                       | Wróg pod mikroskopem               | O ostatnich osiągnięciach mikrobiologii z punktu widzenia farmaceutycznego i inżynierii genetycznej | 1978.12.12            | |
| 060        | –                                      |                       | Konserwacja zabytków               | | 1978.12.19            | |
| S-4        | –                                      |                       | „Roboty” przedstawia zespół Sondy  | | 1978.12.26            | 3 odcinki jednego dnia! emisja 9.30 |
| S-5        | –                                      |                       | Ich oczami                         | | 1978.12.26            | 3 odcinki jednego dnia! emisja 13.25 |
| S-6        | –                                      |                       | Sonda 3001                         | | 1978.12.26            | 3 odcinki jednego dnia! emisja 21.45 |

### Rok 1979
48 emisji (nowych: 48, powtórek: 0, specjalnych: 0) dostępnych odcinków: 6
| Nr odcinka | Obecność w archiwum Telewizji Polskiej | Nr odcinka dostępnego | Tytuł odcinka             | Temat odcinka | Data pierwszej emisji | Uwagi |
| ---------- | -------------------------------------- | --------------------- | ------------------------- | --- | --------------------- | ----- |
| 061        | –                                      |                       | Holografia                | | 1979.01.02            |       |
| 062        | –                                      |                       | Telekomunikacja           | | 1979.01.09            |       |
| 063        | –                                      |                       | Kości                     | | 1979.01.16            |       |
| 064        | +                                      | 158                   | Nowe paliwa               | Możliwości zastąpienia paliw opartych na ropie naftowej innymi źródłami energii dla napędu samochodów | 1979.01.23            |       |
| 065        | –                                      |                       | Muzyka i komputery        | | 1979.01.30            |       |
| 066        | +                                      |                       | Osnowa i wątek            | Przedstawienie najnowszych technologii i tendencji przemysłu odzieżowego | 1979.02.06            |       |
| 067        | +                                      |                       | Próg słońca               | | 1979.02.13            |       |
| 068        | –                                      |                       | Spojrzenie z orbity       | Prezentacja najnowszych dziedzin penetracji globu ziemskiego przy pomocy zdjęć lotniczych i satelitarnych | 1979.02.20            |       |
| 069        | +                                      |                       | Świat w promieniach X     | | 1979.02.27            |       |
| 070        | –                                      |                       | Niezwykłe paliwa          | | 1979.03.06            |       |
| 071        | –                                      |                       | Niezwykłe paliwa          | | 1979.03.13            |       |
| 072        | +                                      |                       | Medycyna nuklearna        | | 1979.03.20            |       |
| 073        | +                                      | 199                   | Giganty szos              | | 1979.03.27            |       |
| 074        | –                                      |                       | Prostowanie fal           | | 1979.04.03            |       |
| 075        | –                                      |                       | Czas i przestrzeń         | Historia nauki. Lasery - emisja wymuszona. Teoria względności, lot w kosmos. Atomy - zamiana materii w energię. Fale grawitacyjne, detektory fal grawitacyjnych. Galaktyki, układy podwójne, fale z kosmosu. Obrazy Wszechświata. Gość w studiu: prof. Andrzej Trautman. | 1979.04.10            |       |
| 076        | +                                      |                       | Biozmysły                 | Wyjaśnienie niektórych problemów naukowych związanych z trzema zmysłami: smakiem, węchem i dotykiem | 1979.04.17            |       |
| 077        | +                                      |                       | Ślad na papierze          | | 1979.04.24            |       |
| 078        | –                                      |                       | Zimne ognie               | | 1979.05.08            |       |
| 079        | –                                      |                       | Zielone laboratoria       | | 1979.05.15            |       |
| 080        | –                                      |                       | Energia atomu             | | 1979.05.22            |       |
| 081        | –                                      |                       | Piekące cząsteczki        | | 1979.05.29            |       |
| 082        | +                                      | 198                   | Inżynierowie roślin       | | 1979.06.05            |       |
| 083        | +                                      |                       | Tworzywa kontra metale    | | 1979.06.12            |       |
| 084        | –                                      |                       | Owadzia wojna             | | 1979.06.19            |       |
| 085        | +                                      |                       | Navigare necesse est      | | 1979.06.26            |       |
| 086        | +                                      | 132                   | Bąbelki                   | Bąbelki – kiedy nam przeszkadzają, jak je możemy wykorzystać | 1979.07.03            |       |
| 087        | +                                      | 004                   | Życie na niby             | Badania wytrzymałościowe, symulatory statku i samolotu, auta bez kierowcy, automaty do gry | 1979.07.17            |       |
| 088        | –                                      |                       | Pas wolny                 | | 1979.07.31            |       |
| 089        | –                                      |                       | Barwy kosmosu             | | 1979.08.07            |       |
| 090        | –                                      |                       | Świat w walizce           | | 1979.08.14            |       |
| 091        | –                                      |                       | Złote Runo                | | 1979.08.21            |       |
| 092        | +                                      |                       | Deser In Vitro            | | 1979.08.28            |       |
| 093        | –                                      |                       | Hi-Fi                     | | 1979.09.04            |       |
| 094        | +                                      |                       | Agent nr 006 melduje      | | 1979.09.11            |       |
| 095        | –                                      |                       | W jaskiniach przyszłości  | | 1979.09.18            |       |
| 096        | –                                      |                       | Portret bólu              | | 1979.09.25            |       |
| 097        | +                                      |                       | Gdzie siedzą krasnoludki  | Program o mikroelektronice | 1979.10.02            |       |
| 098        | –                                      |                       | Posłuszne powietrze       | Zastosowanie sprężonego powietrza do celów medycznych, technologicznych, transportowych itp. | 1979.10.09            |       |
| 099        | +                                      |                       | Sztuczny świat            | | 1979.10.16            |       |
| 100        | +                                      |                       | Pułap 100                 | Ówczesna technika lotnicza | 1979.10.23            |       |
| 101        | +                                      | 200                   | Brzydka plama             | Prezentacja metod walki na morzu z wielkimi katastrofami ekologicznymi spowodowanymi ropą naftową | 1979.10.30            |       |
| 102        | –                                      |                       | Skarby Neptuna            | | 1979.11.06            |       |
| 103        | +                                      |                       | Kolorowo na białym        | | 1979.11.13            |       |
| 104        | –                                      |                       | Mechaniczny dreszcz       | | 1979.11.20            |       |
| 105        | +                                      |                       | Baczność wysokie napięcie | | 1979.11.27            |       |
| 106        | –                                      |                       | Znikający punkt           | Problemy psychologii w motoryzacji | 1979.12.04            |       |
| 107        | –                                      |                       | Mały człowiek             | O nowoczesnych metodach medycznych opieki nad matką i dzieckiem | 1979.12.11            |       |
| 108        | –                                      |                       | Wielkie cząsteczki        | O tworzywach sztucznych | 1979.12.18            |       |

### Rok 1980
46 emisji (nowych: 46, powtórek: 0, specjalnych: 0) dostępnych odcinków: 5
| Nr odcinka | Obecność w archiwum Telewizji Polskiej | Nr odcinka dostępnego | Tytuł odcinka                | Temat odcinka | Data pierwszej emisji | Uwagi |
| ---------- | -------------------------------------- | --------------------- | ---------------------------- | --- | --------------------- | --- |
| 109        | –                                      |                       | Metalowe nerwy               | O problemach przesyłu energii i informacji | 1980.01.08            | |
| 110        | +                                      |                       | Czwarty żywioł               | | 1980.01.15            | |
| 111        | –                                      |                       | Q-W-E-R-T-Z                  | Nowoczesne systemy małej mechanizacji prac biurowych | 1980.01.22            | |
| 112        | –                                      |                       | Sprzężenia                   | | 1980.01.29            | |
| 113        | –                                      |                       | Próg wyobraźni               | Prezentacja współczesnych środków audiowizualnych | 1980.02.05            | |
| 114        | –                                      |                       | Rusztowanie                  | O kręgosłupie i jego funkcji w organizmie | 1980.02.19            | |
| 115        | –                                      |                       | Poniżej zera                 | O zjawiskach fizycznych w atmosferze | 1980.02.26            | |
| 116        | –                                      |                       | Splot                        | Prezentacja nowości w przemyśle włókienniczym | 1980.03.04            | |
| 117        | –                                      |                       | Czwarte miejsce po przecinku | | 1980.03.11            | |
| 118        | –                                      |                       | Kryptonim C                  | O zastosowaniu węgla do celów nieenergetycznych | 1980.03.18            | |
| 119        | –                                      |                       | Jak po maśle                 | | 1980.03.25            | |
| 120        | –                                      |                       | Ćwierć konia                 | | 1980.04.01            | |
| 121        | –                                      |                       | Express ’85                  | O komunikacji kolejowej | 1980.04.08            | |
| 122        | –                                      |                       | Siódmy zmysł                 | Problemy biodetekcji zanieczyszczeń środowiska naturalnego | 1980.04.15            | |
| 123        | –                                      |                       | Róża wiatrów                 | | 1980.04.22            | |
| 124        | –                                      |                       | Wir                          | | 1980.04.29            | |
| 125        | –                                      |                       | Serce – Salmed 80            | | 1980.05.06            | |
| 126        | –                                      |                       | Niebieskie pastwiska         | O hodowli krabów | 1980.05.13            | |
| 127        | –                                      |                       | Kit                          | O preparatach biologicznych wpływających na rozwój roślin | 1980.05.20            | |
| 128        | –                                      |                       | Ziarno                       | | 1980.05.27            | |
| 129        | –                                      |                       | Szkiełko i oko               | | 1980.06.03            | |
| 130        | –                                      |                       | Pożar                        | O najnowszych osiągnięciach techniki pożarniczej | 1980.06.10            | |
| 131        | –                                      |                       | Bariera                      | | 1980.06.17            | |
| 132        | –                                      |                       | Dzielenie włosa na czworo    | Cięcie materii to czynność konieczna w wielu dziedzinach życia. W dyskusji autorów wspartej atrakcyjnymi filmami zostaną przedstawione najnowsze i tradycyjne metody cięcia materiałów, ich wykorzystanie w przemyśle i medycynie | 1980.06.24            | |
| 133        | –                                      |                       | Sęk                          | | 1980.07.01            | |
| 134        | –                                      |                       | Rura                         | | 1980.07.08            | |
| 135        | –                                      | 202                   | Trzy na cztery               | Telewizja przemysłowa, zastosowanie techniki cyfrowej w telewizji, cyfrowe przetwarzanie obrazu, prezentacja i wyjaśnienie działania teletekstu                                                                                   | 1980.07.15            | Oryginalne nagranie utracone. Odnaleziony na taśmie VCR od osoby prywatnej. Zgrany i udostępniony w serwisie YouTube 12.07.2023 r.                                                      |
| 136        | –                                      |                       | Najdalsze granice            | | 1980.08.05            | Klub filmowy Sondy odc. I |
| 137        | –                                      |                       | Mutanty                      | | 1980.08.12            | Klub filmowy Sondy odc. II |
| 138        | –                                      |                       | Obrazy z życia robotów       | | 1980.08.19            | Klub filmowy Sondy odc. III |
| 139        | –                                      |                       | Powrót do morza              | | 1980.08.26            | Klub filmowy Sondy odc. IV |
| 140        | –                                      |                       | Sztuka latania               | | 1980.09.04            | |
| 141        | –                                      |                       | Rozbitkowie                  | | 1980.09.11            | |
| 142        | –                                      |                       | Magnetyczny ślad             | | 1980.09.18            | |
| 143        | +                                      |                       | Ślizg                        | | 1980.09.25            | |
| 144        | –                                      |                       | Ząb czasu                    | | 1980.10.02            | |
| 145        | +                                      | 203                   | Klucze życia                 | O przemianach białkowych, które zachodzą na Ziemi | 1980.10.09            | Odcinek w posiadaniu archiwum Telewizji Polskiej, nigdy nieemitowany po premierze. Odnaleziony na taśmie VCR od osoby prywatnej. Zgrany i udostępniony w serwisie YouTube 12.07.2023 r. |
| 146        | +                                      |                       | Ciepło-zimno                 | | 1980.10.16            | |
| 147        | –                                      |                       | Malowanie dźwiękiem          | | 1980.10.23            | |
| 148        | –                                      |                       | Piętno                       | | 1980.10.30            | |
| 149        | –                                      |                       | Ostrogi życia                | | 1980.11.06            | |
| 150        | –                                      |                       | Camera obscura               | | 1980.11.13            | |
| 151        | +                                      | 005                   | Oko demona                   | Lasery | 1980.11.27            | |
| 152        | –                                      |                       | Lepszy rydz niż nic          | | 1980.12.04            | |
| 153        | +                                      | 095                   | I człowiek stworzył          | | 1980.12.11            | |
| 154        | +                                      | 123                   | Lekcja anatomii              | | 1980.12.18            | |

### Rok 1981
49 emisji (nowych: 48, powtórek: 1, specjalnych: 0) dostępnych odcinków: 4
| Nr odcinka | Obecność w archiwum Telewizji Polskiej | Nr odcinka dostępnego | Tytuł odcinka           | Temat odcinka                          | Data pierwszej emisji | Uwagi                                          |
| ---------- | -------------------------------------- | --------------------- | ----------------------- | -------------------------------------- | --------------------- | ---------------------------------------------- |
| 155        | ?                                      |                       | Widmo                   |                                        | 1981.01.08            |                                                |
| 156        | ?                                      |                       | Balans                  |                                        | 1981.01.15            |                                                |
| 157        | ?                                      |                       | Diagnoza                |                                        | 1981.01.22            |                                                |
| 158        | –                                      |                       | Powiększenie            |                                        | 1981.01.29            |                                                |
| 159        | –                                      |                       | Korek                   | Kierunki rozwoju komunikacji miejskiej | 1981.02.05            |                                                |
| 160        | –                                      |                       | Biceps                  |                                        | 1981.02.12            |                                                |
| 161        | –                                      |                       | Coś za coś              |                                        | 1981.02.19            |                                                |
| 162        | –                                      |                       | Raport                  | Misja międzyplanetarna                 | 1981.02.26            |                                                |
| 163        | +                                      |                       | Jego wysokość           |                                        | 1981.03.05            |                                                |
| 164        | +                                      | 129                   | Fatamorgana             | Hologramy                              | 1981.03.12            |                                                |
| 165        | –                                      |                       | Ostrzeżenie             |                                        | 1981.03.19            |                                                |
| 166        | +                                      |                       | Na fali                 |                                        | 1981.03.26            |                                                |
| 167        | –                                      |                       | Silicium                |                                        | 1981.04.02            |                                                |
| 168        | –                                      |                       | X-Y-Z                   | Geometryczne wizje świata              | 1981.04.09            |                                                |
| 169        | –                                      |                       | Śmig                    | Nowoczesny sprzęt narciarski           | 1981.04.16            |                                                |
| 170        | +                                      |                       | Równowaga               |                                        | 1981.04.23            |                                                |
| 171        | –                                      |                       | Zielone czy białe       |                                        | 1981.04.30            |                                                |
| 172        | –                                      |                       | Analiza                 |                                        | 1981.05.07            |                                                |
| 173        | –                                      |                       | Znaki szczególne        |                                        | 1981.05.14            |                                                |
| 174        | –                                      |                       | Równowaga               |                                        | 1981.05.21            |                                                |
| 175        | –                                      |                       | Gra w kulki             |                                        | 1981.05.28            |                                                |
| 176        | –                                      |                       | Kaliber 0,3"            |                                        | 1981.06.04            |                                                |
| 177        | +                                      | 008                   | Co w trawie piszczy     | Trawy; zboża; techniki uprawy; postęp  | 1981.06.11            |                                                |
| 178        | –                                      |                       | R.U.R.                  |                                        | 1981.06.25            |                                                |
| 179        | –                                      |                       | AB OVO                  |                                        | 1981.07.02            |                                                |
| 180        | –                                      |                       | Gdzie diabeł nie może   |                                        | 1981.07.09            |                                                |
| P-160      | –                                      |                       | Biceps                  |                                        | 1981.07.16            |                                                |
| 181        | +                                      |                       | Za zamkniętymi drzwiami |                                        | 1981.07.23            |                                                |
| 182        | –                                      |                       | Upał                    |                                        | 1981.07.30            |                                                |
| 183        | –                                      |                       | Sztuka myślenia I       |                                        | 1981.08.06            |                                                |
| 184        | –                                      |                       | Sztuka myślenia II      |                                        | 1981.08.13            |                                                |
| 185        | –                                      |                       | Sztuka myślenia III     |                                        | 1981.08.20            |                                                |
| 186        | –                                      |                       | Sztuka myślenia IV      |                                        | 1981.08.27            |                                                |
| 187        | –                                      |                       | Odnowa                  |                                        | 1981.09.03            |                                                |
| 188        | –                                      |                       | Co słychać?             |                                        | 1981.09.10            |                                                |
| 189        | –                                      |                       | Prognoza                |                                        | 1981.09.17            |                                                |
| 190        | –                                      |                       | Dmuch                   |                                        | 1981.09.24            |                                                |
| 191        | +                                      |                       | Poślizg                 |                                        | 1981.10.01            |                                                |
| 192        | +                                      |                       | Oleum Petrae            |                                        | 1981.10.08            |                                                |
| 193        | –                                      |                       | Kwadratura jaja         |                                        | 1981.10.15            |                                                |
| 194        | –                                      |                       | Rotacja                 |                                        | 1981.10.22            |                                                |
| 195        | +                                      | 078                   | Helix                   |                                        | 1981.10.29            |                                                |
| 196        | +                                      | 086                   | Pteron                  |                                        | 1981.11.05            |                                                |
| 197        | ?                                      |                       | Usterki na łączach      |                                        | 1981.11.12            |                                                |
| 198        | –                                      |                       | Próba ognia/plazma      |                                        | 1981.11.19            |                                                |
| 199        | –                                      |                       | Kolor                   |                                        | 1981.11.26            |                                                |
| 200        | –                                      |                       | Cena życia              |                                        | 1981.12.03            |                                                |
| 201        | –                                      |                       | Udar                    |                                        | 1981.12.10            |                                                |
| 202        | –                                      |                       | Najdalsza podróż        |                                        | 1981.12.31            | Pierwszy odcinek wyemitowany w stanie wojennym |

### Rok 1982
44 emisji (nowych: 44, powtórek: 0, specjalnych: 0) dostępnych odcinków: 16
| Nr odcinka | Obecność w archiwum Telewizji Polskiej | Nr odcinka dostępnego | Tytuł odcinka              | Temat odcinka | Data pierwszej emisji | Uwagi |
| ---------- | -------------------------------------- | --------------------- | -------------------------- | --- | --------------------- | --- |
| 203        | –                                      |                       | Superlupa                  | | 1982.01.14            | |
| 204        | –                                      |                       | Od N do S                  | | 1982.01.28            | |
| 205        | –                                      |                       | Czarne źródła              | | 1982.02.11            | |
| 206        | –                                      |                       | Syk                        | | 1982.02.25            | |
| 207        | +                                      | 011                   | Fabryka absolutu           | Niskie temperatury; wytwarzanie; technologie z tym związane                                                           | 1982.03.04            | |
| 208        | +                                      | 162                   | Ubranko na miarę           | | 1982.03.11            | |
| 209        | –                                      |                       | Diesel                     | | 1982.03.25            | |
| 210        | –                                      |                       | Oni                        | | 1982.04.01            | |
| 211        | –                                      |                       | Odrzut                     | | 1982.04.08            | |
| 212        | +                                      | 127                   | Worek Odysa                | Tunel aerodynamiczny; modele testowane w tunelu aerodynamicznym                                                       | 1982.04.15            | |
| 213        | +                                      | 040                   | Salmed ’82 – Płuco         | | 1982.04.22            | |
| 214        | –                                      |                       | Korzenie                   | | 1982.04.29            | |
| 215        | +                                      | 136                   | Na cztery łapy             | | 1982.05.06            | |
| 216        | –                                      | 206                   | A jednak się kręci         | Kuźnia, produkcja elementów, łożyska, kryształy                                                                       | 1982.05.20            | Oryginalne nagranie utracone. Odnaleziony na taśmie U-Matic od osoby prywatnej. Zgrany i udostępniony w serwisie YouTube 14.09.2023 r. |
| 217        | –                                      | 207                   | Jak w ulu                  | Produkty z ula, rozwój matki i robotnicy, bramki w ulu                                                                | 1982.05.27            | Oryginalne nagranie utracone. Odnaleziony na taśmie U-Matic od osoby prywatnej. Zgrany i udostępniony w serwisie YouTube 15.09.2023 r. |
| 218        | –                                      |                       | Mafia                      | | 1982.06.03            | |
| 219        | +                                      | 058                   | Kamienny kosmos            | | 1982.06.17            | |
| 220        | –                                      |                       | Szansa                     | | 1982.06.24            | |
| 221        | –                                      |                       | Efekty defektów            | | 1982.07.01            | |
| 222        | –                                      |                       | Seans                      | | 1982.07.08            | |
| 223        | –                                      |                       | Gra w zielone              | | 1982.07.15            | |
| 224        | –                                      |                       | Bicz z piasku              | | 1982.07.29            | |
| 225        | –                                      |                       | Perspektywy energii 1      | | 1982.08.05            | |
| 226        | –                                      |                       | Perspektywy energii 2      | | 1982.08.12            | |
| 227        | –                                      |                       | Perspektywy energii 3      | | 1982.08.19            | |
| 228        | –                                      |                       | Perspektywy energii 4      | | 1982.08.26            | |
| 229        | +                                      | 170                   | Miniatury                  | Budowa i analiza modeli statków i okrętów                                                                             | 1982.09.02            | |
| 230        | –                                      |                       | Zaciąg                     | | 1982.09.09            | |
| 231        | +                                      | 169                   | Nauka jazdy                | Systemy i symulatory do nauki prowadzenia statków wielkomorskich, systemy wspomagające prowadzenie statków, nawigacja | 1982.09.16            | |
| 232        | +                                      | 154                   | Klocki                     | Bałtycki Terminal Kontenerowy. Logistyka załadunku i wyładunku kontenerowców                                          | 1982.09.23            | |
| 233        | +                                      | 192                   | S.O.S.                     | Środki ratownictwa morskiego                                                                                          | 1982.09.30            | |
| 234        | –                                      |                       | Matnia                     | | 1982.10.07            | |
| 235        | –                                      |                       | Końska kuracja             | | 1982.10.14            | |
| 236        | +                                      | 153                   | Towarzystwo płaskiej Ziemi | Program o współczesnej kartografii                                                                                    | 1982.10.21            | |
| 237        | +                                      | 052                   | Węzeł                      | Projektowanie i badanie jakości dróg                                                                                  | 1982.10.28            | |
| 238        | +                                      | 185                   | Liczy się towar            | Sposoby przewozu towaru przy użyciu samochodów ciężarowych                                                            | 1982.11.04            | |
| 239        | –                                      |                       | Okruchy życia              | | 1982.11.11            | |
| 240        | –                                      |                       | A...B...C                  | | 1982.11.18            | |
| 241        | –                                      |                       | Status Quo                 | | 1982.11.25            | |
| 242        | –                                      |                       | Chip, czyli gra w kości    | Program o układach scalonych                                                                                          | 1982.12.02            | |
| 243        | –                                      |                       | Żyła                       | | 1982.12.09            | |
| 244        | +                                      | 076                   | Kontakt                    | | 1982.12.16            | |
| 245        | –                                      |                       | Wybuch                     | | 1982.12.23            | |
| 246        | –                                      |                       | Video                      | Podsumowanie nowości audio-video 1982 roku                                                                            | 1982.12.30            | |

### Rok 1983
50 emisji (nowych: 42, powtórek: 8, specjalnych: 0) dostępnych odcinków: 15
| Nr odcinka | Obecność w archiwum Telewizji Polskiej | Nr odcinka dostępnego | Tytuł odcinka              | Temat odcinka | Data pierwszej emisji | Uwagi |
| ---------- | -------------------------------------- | --------------------- | -------------------------- | --- | --------------------- | --- |
| 247        | +                                      | 189                   | Portret zbiorowy           | Kompleksowe badania lekarskie (czyli „portret zbiorowy”) w Dolmedzie                                                         | 1983.01.06            | |
| 248        | –                                      |                       | Buldożery                  | | 1983.01.13            | |
| 249        | –                                      |                       | Szklane oko                | | 1983.01.20            | |
| 250        | –                                      |                       | Dzwon                      | | 1983.01.27            | |
| 251        | +                                      | 140                   | Głęboki oddech             | Nurkowanie – problemy związane ze zmianami ciśnienia                                                                         | 1983.02.03            | |
| 252        | –                                      |                       | Grubymi nićmi              | | 1983.02.10            | |
| 253        | +                                      | 134                   | Światła w tunelu           | Alfabet Braille'a, syntezator mowy, elektroniczny analizator obrazu i inne urządzenia pomocne niewidomym                     | 1983.02.17            | |
| 254        | +                                      |                       | Chwyt                      | | 1983.02.24            | |
| 255        | –                                      |                       | Perszerony                 | | 1983.03.03            | |
| 256        | –                                      |                       | Bity na wagę               | | 1983.03.10            | |
| 257        | –                                      |                       | System                     | | 1983.03.17            | |
| 258        | –                                      |                       | Lignum redivivus           | | 1983.03.24            | |
| 259        | –                                      |                       | Stress                     | | 1983.03.31            | |
| 260        | –                                      |                       | Przeciw naturze            | | 1983.04.07            | |
| 261        | +                                      | 099                   | Taniec na Linie            | Budowa kolei linowych – program zrealizowany w obiektach kolei linowej na Kasprowy Wierch                                    | 1983.04.14            | |
| 262        | +                                      | 047                   | Taśma                      | | 1983.04.21            | |
| 263        | –                                      |                       | Minimax                    | | 1983.04.28            | |
| 264        | –                                      | 204                   | Synteza                    | | 1983.05.05            | Oryginalne nagranie utracone. Odnaleziony na taśmie U-Matic od osoby prywatnej. Zgrany i udostępniony w serwisie YouTube 09.09.2023 r. Gościem programu był muzyk Marek Biliński |
| 265        | –                                      |                       | Rozmaz                     | | 1983.05.12            | |
| 266        | –                                      |                       | Małe jest piękne           | | 1983.05.19            | |
| 267        | –                                      | 205                   | Chłodnym okiem             | | 1983.05.26            | Oryginalne nagranie utracone. Odnaleziony na taśmie U-Matic od osoby prywatnej. Zgrany i udostępniony w serwisie YouTube 09.09.2023 r.                                           |
| 268        | +                                      | 010                   | Olej                       | Oleje – skład; najnowsze technologie                                                                                         | 1983.06.09            | |
| 269        | –                                      |                       | Świat zaginiony            | | 1983.06.16            | |
| 270        | +                                      | 151                   | Skóra                      | | 1983.06.23            | |
| 271        | –                                      |                       | Układanka                  | | 1983.06.30            | |
| P-236      | +                                      | 153                   | Towarzystwo płaskiej Ziemi | | 1983.07.07            | |
| P-130      | ?                                      |                       | Pożar                      | | 1983.07.14            | |
| P-219      | +                                      | 058                   | Kamienny kosmos            | | 1983.07.21            | |
| P-141      | ?                                      |                       | Rozbitkowie                | | 1983.07.28            | |
| P-207      | +                                      | 011                   | Fabryka absolutu           | Niskie temperatury; wytwarzanie; technologie z tym związane                                                                  | 1983.08.04            | |
| P-208      | +                                      | 162                   | Ubranko na miarę           | | 1983.08.11            | |
| P-192      | –                                      |                       | Oleum Petrae               | | 1983.08.18            | |
| P-251      | +                                      | 140                   | Głęboki oddech             | | 1983.08.25            | |
| 272        | –                                      |                       | Zamki na wodzie – Piano    | | 1983.09.01            | |
| 273        | –                                      |                       | Zamki na wodzie – Forte    | | 1983.09.08            | |
| 274        | –                                      |                       | Nowy wspaniały świat       | | 1983.09.15            | |
| 275        | +                                      | 003                   | Do utraty tchu             | Metody badania możliwości fizycznych i psychomotorycznych sportowca, energetyki organizmu, czasu reakcji, analiza ruchu itp. | 1983.09.22            | Odcinek znany jako „instytut sportu” |
| 276        | –                                      |                       | Duplikat                   | | 1983.09.29            | |
| 277        | +                                      | 096                   | A’la carte                 | | 1983.10.06            | |
| 278        | –                                      |                       | Rajzbret                   | | 1983.10.13            | |
| 279        | –                                      |                       | Cienka sprawa              | | 1983.10.20            | |
| 280        | +                                      | 033                   | Jednostka słodyczy         | Cukier | 1983.11.03            | |
| 281        | –                                      |                       | Diabetes Mellitus          | | 1983.11.10            | |
| 282        | +                                      | 163                   | Mikroloty                  | | 1983.11.17            | |
| 283        | –                                      |                       | Owczy trend                | | 1983.11.24            | |
| 284        | –                                      |                       | Ściana                     | | 1983.12.01            | |
| 285        | –                                      |                       | Sito                       | | 1983.12.08            | |
| 286        | +                                      | 069                   | Gwiezdny puls              | | 1983.12.15            | |
| 287        | –                                      |                       | Nie tylko dla orłów        | | 1983.12.22            | |
| 288        | +                                      | 071                   | Video ’83                  | Najnowsze techniki z dziedziny Audio-Video, prezentacja płyty kompaktowej, VHS, Beta                                         | 1983.12.29            | |

### Rok 1984
46 emisji (nowych: 46, powtórek: 0, specjalnych: 0) dostępnych odcinków: 32
| Nr odcinka | Obecność w archiwum Telewizji Polskiej | Nr odcinka dostępnego | Tytuł odcinka                     | Temat odcinka                                                            | Data pierwszej emisji | Uwagi                                                                         |
| ---------- | -------------------------------------- | --------------------- | --------------------------------- | ------------------------------------------------------------------------ | --------------------- | ----------------------------------------------------------------------------- |
| 289        | +                                      | 091                   | Dziura w ziemi                    |                                                                          | 1984.01.05            |                                                                               |
| 290        | –                                      |                       | Most                              |                                                                          | 1984.01.12            |                                                                               |
| 291        | –                                      |                       | Metro                             |                                                                          | 1984.01.19            |                                                                               |
| 292        | –                                      |                       | Recepta                           |                                                                          | 1984.01.26            |                                                                               |
| 293        | +                                      | 060                   | Żarówa                            |                                                                          | 1984.02.02            |                                                                               |
| 294        | +                                      | 110                   | Wielka woda                       |                                                                          | 1984.02.23            | Program prowadzą Zdzisław Kamiński i Marek Siudym                             |
| 295        | +                                      | 160                   | Cały ten plastik                  |                                                                          | 1984.03.01            | Program prowadzą Andrzej Kurek i Marek Siudym                                 |
| 296        | +                                      |                       | Koniec z końcem                   |                                                                          | 1984.03.15            |                                                                               |
| 297        | +                                      | 068                   | Made in orbit                     |                                                                          | 1984.03.22            |                                                                               |
| 298        | +                                      |                       | Bus                               |                                                                          | 1984.03.29            |                                                                               |
| 299        | +                                      | 001                   | Plaster Rzeczywistości            | Optyczne nośniki danych – LaserDisc i płyta CD                           | 1984.04.05            | Tytuł nawiązuje do wykorzystanego filmu promocyjnego pt. 'A Slice of Reality' |
| 300        | +                                      | 081                   | Wielkie światło                   |                                                                          | 1984.04.12            |                                                                               |
| 301        | +                                      | 182                   | Pragnienie cz. 1                  |                                                                          | 1984.04.19            |                                                                               |
| 302        | +                                      | 183                   | Pragnienie cz. 2                  |                                                                          | 1984.04.26            |                                                                               |
| 303        | +                                      | 013                   | Rafinada                          |                                                                          | 1984.05.03            |                                                                               |
| 304        | +                                      | 055                   | Eliksir Królowej Śniegu           | Skraplanie gazów, temperatury bliskie zera absolutnego, nadprzewodnictwo | 1984.05.10            | Program prowadzi sam Andrzej Kurek, bez Zdzisława Kamińskiego                 |
| 305        | +                                      | 021                   | Łata                              | O nowoczesnych opatrunkach                                               | 1984.05.17            | Program prowadzi sam Andrzej Kurek, bez Zdzisława Kamińskiego                 |
| 306        | +                                      | 171                   | Cicha śmierć                      | Drzewostan, niszczenie, ochrona przed owadami                            | 1984.05.24            | Program prowadzi tylko Marek Siudym                                           |
| 307        | +                                      | 165                   | Gra w kalorie                     |                                                                          | 1984.05.31            | Program prowadzą Tomasz Pyć i Marek Siudym                                    |
| 308        | +                                      | 155                   | Atom – Algorytm technologii       |                                                                          | 1984.06.07            |                                                                               |
| 309        | +                                      | 156                   | Atom – Algorytm bezpieczeństwa    |                                                                          | 1984.06.28            |                                                                               |
| 310        | +                                      |                       | Klub filmowy – Zielona pożoga     |                                                                          | 1984.07.05            |                                                                               |
| 311        | +                                      |                       | Klub filmowy – Planet water       |                                                                          | 1984.07.12            |                                                                               |
| 312        | +                                      | 201                   | Klub filmowy – Promienie urodzaju |                                                                          | 1984.07.19            |                                                                               |
| 313        | +                                      |                       | Klub filmowy – Czas energii       |                                                                          | 1984.07.26            |                                                                               |
| 314        | +                                      | 028                   | Czynnik Si 1                      |                                                                          | 1984.08.02            |                                                                               |
| 315        | +                                      | 029                   | Czynnik Si 2                      |                                                                          | 1984.08.09            |                                                                               |
| 316        | +                                      | 030                   | Czynnik Si 3                      |                                                                          | 1984.08.16            |                                                                               |
| 317        | +                                      | 031                   | Czynnik Si 4                      |                                                                          | 1984.08.23            |                                                                               |
| 318        | +                                      | 032                   | Czynnik Si 5                      |                                                                          | 1984.08.30            |                                                                               |
| 319        | +                                      | 191                   | Jak po sznurku                    |                                                                          | 1984.09.06            | Program prowadzą Tomasz Pyć i Marek Siudym                                    |
| 320        | +                                      |                       | Pęd                               | Film Marka Siudyma                                                       | 1984.09.13            |                                                                               |
| 321        | +                                      | 041                   | Remont kapitalny                  | Sztuczne serce, stymulatory, zastawki                                    | 1984.09.20            |                                                                               |
| 322        | +                                      | 057                   | Krople                            |                                                                          | 1984.09.27            |                                                                               |
| 323        | –                                      |                       | Zjawy kosmosu                     |                                                                          | 1984.10.04            |                                                                               |
| 324        | +                                      | 042                   | Spółdzielnia Kruszywo             |                                                                          | 1984.10.11            |                                                                               |
| 325        | +                                      | 088                   | Alchemia                          |                                                                          | 1984.10.18            |                                                                               |
| 326        | +                                      | 128                   | Machina Czasu część I             | Techniki rejestracji zjawisk ultraszybkich                               | 1984.10.25            |                                                                               |
| 327        | –                                      |                       | Cała naprzód                      |                                                                          | 1984.11.08            |                                                                               |
| 328        | –                                      |                       | Wyrocznia                         |                                                                          | 1984.11.15            |                                                                               |
| 329        | +                                      | 152                   | Machina Czasu część II            |                                                                          | 1984.11.22            |                                                                               |
| 330        | +                                      | 126                   | Korkociąg                         | Aerodynamika i fizyka lotu                                               | 1984.11.29            |                                                                               |
| 331        | +                                      | 084                   | Obieg wtórny                      |                                                                          | 1984.12.06            |                                                                               |
| 332        | –                                      |                       | C.O.                              |                                                                          | 1984.12.13            |                                                                               |
| 333        | +                                      | 111                   | Zimny prysznic                    |                                                                          | 1984.12.20            |                                                                               |
| 334        | –                                      |                       | Video ’84                         |                                                                          | 1984.12.27            |                                                                               |

### Rok 1985
39 emisji (nowych: 39, powtórek: 0, specjalnych: 0) dostępnych odcinków: 30
| Nr odcinka | Obecność w archiwum Telewizji Polskiej | Nr odcinka dostępnego | Tytuł odcinka        | Temat odcinka                                                                                                   | Data pierwszej emisji | Uwagi |
| ---------- | -------------------------------------- | --------------------- | -------------------- | --- | --------------------- | --- |
| 335        | +                                      | 048                   | Wstęga               | | 1985.01.03            | |
| 336        | +                                      | 172                   | Diesel               | | 1985.01.10            | |
| 337        | +                                      | 098                   | Struktura kryształu  | | 1985.01.17            | |
| 338        | +                                      | 150                   | Tabletka cz. 1       | Medykamenty; wytwarzanie; badania                                                                               | 1985.01.24            | |
| 339        | +                                      |                       | Telefon              | | 1985.01.31            | Fragment odcinka wyemitowano w programie Sonda 2 14.04.2016 r. |
| 340        | +                                      | 027                   | Żywe fabryki         | | 1985.02.07            | |
| 341        | +                                      | 002                   | CAD                  | Komputerowe wspomaganie projektowania – najnowsze komputerowe technologie projektowania wspomaganego komputerem | 1985.02.14            | |
| 342        | +                                      | 195                   | Muzeum               | | 1985.02.21            | |
| 343        | +                                      | 130                   | Tabletka cz. 2       | | 1985.02.28            | |
| 344        | +                                      | 100                   | Ruda Zaraza          | Korozja metali                                                                                                  | 1985.03.07            | |
| 345        | +                                      | 015                   | Jak w uchu           | O tym, jak działa ucho                                                                                          | 1985.03.14            | Tłumaczenie materiału filmowego o jednym z pierwszych implantów ślimakowych czyta (i prawdopodobnie przygotował) Wiktor Niedzicki, znany później z programu „Laboratorium" |
| 346        | –                                      |                       | Czynnik „E”          | | 1985.03.21            | |
| 347        | –                                      |                       | Pozycja horyzontalna | | 1985.03.28            | |
| 348        | +                                      | 035                   | Czas urodzaju        | | 1985.04.04            | |
| 349        | +                                      | 067                   | Rakietowe szlaki     | | 1985.04.11            | |
| 350        | +                                      |                       | Auto A.D. 2000       | | 1985.04.18            | |
| 351        | +                                      | 036                   | Orka                 | | 1985.04.25            | |
| 352        | +                                      | 193                   | Akcja czystość       | | 1985.05.02            | |
| 353        | +                                      | 087                   | Okrągła tajemnica    | | 1985.05.16            | |
| 354        | +                                      | 059                   | Bateria              | | 1985.05.23            | |
| 355        | +                                      | 180                   | Platforma            | | 1985.05.30            | |
| 356        | –                                      |                       | Do góry nogami       | | 1985.06.13            | |
| 357        | +                                      | 103                   | Bomba w górę         | | 1985.06.20            | |
| 358        | +                                      | 166                   | Wysokie sprężanie    | | 1985.09.05            | |
| 359        | +                                      |                       | Fala                 | | 1985.09.12            | |
| 360        | +                                      | 145                   | Wysokie loty         | | 1985.09.19            | |
| 361        | +                                      |                       | 15 W/40              | | 1985.09.26            | |
| 362        | +                                      | 141                   | Droga Mleczna        | Mleko | 1985.10.03            | |
| 363        | +                                      | 101                   | Test cz. 1           | Symulacje, próby wytrzymałościowe                                                                               | 1985.10.10            | |
| 364        | –                                      |                       | Piąta generacja      | | 1985.10.17            | |
| 365        | +                                      | 080                   | Tęcza                | | 1985.10.24            | |
| 366        | +                                      | 016                   | Przemiany            | Przemiany różnymi technologiami różnego typu sygnałów na dźwięk słyszalny                                       | 1985.10.31            | |
| 367        | +                                      | 082                   | Dobra zabawa         | Klocki LEGO; produkcja, testy bezpieczeństwa, pakowanie, zautomatyzowana linia produkcji                        | 1985.11.07            | |
| 368        | –                                      |                       | Zrób to sam          | | 1985.11.08            | |
| 369        | +                                      | 061                   | Klinika zwierząt     | | 1985.11.15            | |
| 370        | +                                      | 102                   | Test cz. 2           | Symulacje, próby wytrzymałościowe                                                                               | 1985.11.22            | |
| 371        | +                                      | 142                   | Bliskie spotkania    | | 1985.12.05            | |
| 372        | +                                      | 120                   | Siła złego           | Wypadki; katastrofy; zapobieganie                                                                               | 1985.12.12            | |
| 373        | +                                      | 026                   | Zagadka mężczyzn     | | 1985.12.19            | |

### Rok 1986
46 emisji (nowych: 28, powtórek: 18, specjalnych: 0) dostępnych odcinków: 28
| Nr odcinka | Obecność w archiwum Telewizji Polskiej | Nr odcinka dostępnego | Tytuł odcinka                              | Temat odcinka                                                                                            | Data pierwszej emisji | Uwagi |
| ---------- | -------------------------------------- | --------------------- | ------------------------------------------ | --- | --------------------- | --- |
| 374        | +                                      | 188                   | IKAR 2000                                  | | 1986.01.02            | |
| P-207      | +                                      | 011                   | Fabryka Absolutu                           | | 1986.01.09            | |
| 375        | +                                      | 090                   | 3D                                         | Gry wideo i grafika 3D                                                                                   | 1986.01.16            | |
| 376        | +                                      | 043                   | Tajemnice snu                              | O śnie                                                                                                   | 1986.01.23            | |
| 377        | +                                      | 186                   | Żelastwo                                   | Budowa i produkcja komputera. Płyta główna. Dyski magnetyczne. Elektroniczne maszyny do pisania          | 1986.01.30            | |
| 378        | +                                      | 065                   | Solar                                      | | 1986.02.06            | |
| P-208      | +                                      | 162                   | Ubranko na miarę                           | | 1986.02.13            | |
| 379        | +                                      | 006                   | Promień nadziei                            | Lasery                                                                                                   | 1986.02.20            | |
| 380        | +                                      | 194                   | Formuła raka                               | | 1986.02.27            | |
| P-236      | +                                      | 153                   | Towarzystwo płaskiej Ziemi                 | Program o współczesnej kartografii                                                                       | 1986.03.13            | |
| 381        | +                                      | 173                   | Odwieczna Wojna                            | | 1986.03.20            | Program prowadzi sam Andrzej Kurek                                                                                   |
| 382        | +                                      | 066                   | Kodeks Kosmosu                             | | 1986.03.27            | |
| 383        | +                                      | 056                   | Gry wojenne                                | | 1986.04.03            | |
| P-238      | +                                      | 185                   | Liczy się towar                            | | 1986.04.10            | |
| 384        | +                                      | 143                   | Kolor                                      | | 1986.04.17            | |
| 385        | +                                      | 105                   | Skrzydła                                   | | 1986.04.24            | |
| P-253      | +                                      | 134                   | Światła w tunelu                           | Alfabet Braille’a, syntezator mowy, elektroniczny analizator obrazu i inne urządzenia pomocne niewidomym | 1986.05.08            | |
| 386        | +                                      | 024                   | Sekrety królowej                           | | 1986.05.15            | Błąd: opisywana liczba pierwsza Słowińskiego została odkryta w 1983.                                                 |
| 387        | +                                      | 184                   | Strefa X                                   | Zagrożenia chemiczne, biologiczne i sposoby ochrony człowieka przed nimi (kombinezony)                   | 1986.05.22            | |
| 388        | +                                      | 050                   | Brzydka plama                              | Prezentacja metod walki na morzu z wielkimi katastrofami ekologicznymi spowodowanymi ropą naftową        | 1986.06.05            | Remake. Odcinek z identycznym scenariuszem i felietonami jak odc. 101 – Brzydka plama, ale zrealizowany w roku 1986. |
| P-270      | +                                      | 151                   | Skóra                                      | | 1986.06.12            | |
| 389        | +                                      | 075                   | Silentium Universi                         | Poszukiwanie cywilizacji pozaziemskich                                                                   | 1986.06.19            | |
| 390        | +                                      | 009                   | Nocne ognie                                | Świecące zwierzęta na lądzie i w wodzie. Noktowizja                                                      | 1986.06.26            | |
| P-232      | +                                      | 154                   | Klocki                                     | | 1986.07.10            | |
| P-233      | +                                      | 192                   | S.O.S.                                     | Polskie ratownictwo morskie                                                                              | 1986.07.17            | |
| P-229      | +                                      | 170                   | Miniatury                                  | | 1986.07.24            | |
| P-231      | +                                      | 169                   | Nauka jazdy                                | | 1986.07.31            | |
| P-141      | +                                      |                       | Rozbitkowie                                | | 1986.08.07            | |
| P-143      | +                                      |                       | Ślizg                                      | | 1986.08.14            | |
| P-251      | +                                      | 140                   | Głęboki oddech                             | | 1986.08.21            | |
| P-355      | +                                      | 180                   | Platforma                                  | | 1986.08.28            | |
| P-289      | +                                      | 091                   | Dziura w ziemi                             | | 1986.09.04            | |
| 391        | +                                      | 014                   | Cyborg                                     | | 1986.09.11            | |
| 392        | +                                      | 131                   | Cierpienia wynalazcy                       | | 1986.09.18            | |
| 393        | +                                      | 119                   | Pełny gaz                                  | | 1986.09.25            | |
| 394        | +                                      | 157                   | Atom – Algorytm bezpieczeństwa (suplement) | Uaktualnienie odcinków 308 i 309                                                                         | 1986.10.09            | W dużej części zawiera materiały z odcinków 308 i 309                                                                |
| P-219      | +                                      | 058                   | Kamienny kosmos                            | | 1986.10.16            | |
| 395        | +                                      | 019                   | Echo                                       | | 1986.10.23            | |
| 396        | +                                      | 012                   | Promienie informacji                       | Światłowody; telekomunikacja; lasery i pochodne                                                          | 1986.10.30            | |
| 397        | +                                      | 115                   | Wiza do Atlantydy                          | Nurkowanie na dużych głębokościach, eksperymenty w komorach testowych, działanie różnych mieszanek gazów | 1986.11.06            | |
| P-280      | +                                      | 033                   | Jednostka słodyczy                         | | 1986.11.13            | |
| 398        | +                                      | 137                   | Świetlne pomysły                           | | 1986.11.20            | |
| 399        | +                                      | 114                   | Bąki                                       | Żyroskopy w technice (samoloty, żyrokompas) oraz w przyrodzie (ciała niebieskie, atomy)                  | 1986.11.27            | |
| 400        | +                                      | 190                   | Ogień                                      | Pożary (platform wiertniczych i pomieszczeń); sposoby wykrywania, gaszenia i ewakuacji ludzi             | 1986.12.04            | |
| P-282      | +                                      | 163                   | Mikroloty                                  | | 1986.12.11            | |
| 401        | +                                      | 083                   | Zoo                                        | | 1986.12.18            | |

### Rok 1987
45 emisji (nowych: 26, powtórek: 10, specjalnych: 9) dostępnych odcinków: 30
| Nr odcinka | Obecność w archiwum Telewizji Polskiej | Nr odcinka dostępnego | Tytuł odcinka                             | Temat odcinka | Data pierwszej emisji | Uwagi                                                            |
| ---------- | -------------------------------------- | --------------------- | ----------------------------------------- | --- | --------------------- | ---------------------------------------------------------------- |
| 402        | +                                      | 125                   | Dieta                                     | | 1987.01.08            |                                                                  |
| 403        | +                                      | 007                   | Ruchome obrazki                           | Techniki nagrywania; taśma filmowa, video – co lepsze?                                                                                        | 1987.01.15            | Na początku nagrania pada stwierdzenie, że jest to Sonda nr 412. |
| P-286      | +                                      | 069                   | Gwiezdny puls                             | | 1987.01.22            |                                                                  |
| 404        | +                                      | 181                   | A                                         | | 1987.01.29            |                                                                  |
| 405        | +                                      | 017                   | Ultrawizje                                | | 1987.02.05            |                                                                  |
| 406        | +                                      | 094                   | Żelazne drogi                             | Koleje | 1987.02.12            |                                                                  |
| P-293      | +                                      | 060                   | Żarówa                                    | Odcinek o wszelkiego rodzaju źródłach światła, m.in. o żarówkach, lampach fluorescencyjnych, lampach halogenowych i świetlówkach kompaktowych | 1987.02.19            |                                                                  |
| 407        | +                                      | 167                   | Wstrząs                                   | | 1987.02.26            |                                                                  |
| 408        | +                                      | 073                   | Powtórka z koła                           | | 1987.03.05            |                                                                  |
| 409        | +                                      | 164                   | Czerwona fala                             | | 1987.03.12            |                                                                  |
| P-299      | +                                      | 001                   | Plaster rzeczywistości                    | Zapis obrazu na płycie LaserDisc | 1987.03.19            |                                                                  |
| 410        | +                                      | 097                   | Krystaliczny świat                        | Kryształy – produkcja i zastosowanie | 1987.03.26            |                                                                  |
| 411        | +                                      | 054                   | Siła                                      | | 1987.04.09            |                                                                  |
| 412        | +                                      | 176                   | Bezludne fabryki                          | Robotyzacja przemysłu w Japonii. Robotyzacja produkcji samochodów i elektroniki                                                               | 1987.04.16            |                                                                  |
| 413        | +                                      | 161                   | Hikari znaczy błyskawica                  | | 1987.04.23            |                                                                  |
| P-300      | +                                      | 081                   | Wielkie światło                           | | 1987.04.30            |                                                                  |
| 414        | +                                      | 109                   | Grawitacja zero                           | | 1987.05.07            |                                                                  |
| 415        | +                                      | 124                   | X                                         | Promieniowanie rentgenowskie, lampa rentgenowska, zdjęcia rentgenowskie, tomografia komputerowa                                               | 1987.05.14            |                                                                  |
| P-301      | +                                      | 182                   | Pragnienie I                              | | 1987.05.21            |                                                                  |
| 416        | +                                      |                       | Dziwna historia maszynki do mięsa         | | 1987.05.28            |                                                                  |
| 417        | +                                      | 139                   | Mokra robota                              | | 1987.06.11            |                                                                  |
| P-302      | +                                      | 183                   | Pragnienie II                             | | 1987.06.25            |                                                                  |
| S-7        | +                                      | 175                   | Sonda lato – Foto                         | Wizyta w japońskiej fabryce Olympus. Produkcja obiektywów i aparatów fotograficznych. Zastosowania medyczne światłowodów                      | 1987.07.10            | Odcinek specjalny (letni) 13 min długości                        |
| S-8        | +                                      | 174                   | Sonda lato – Cztery kółka                 | | 1987.07.17            | Odcinek specjalny (letni) 11 min długości                        |
| S-9        | +                                      | 178                   | Sonda lato – TV                           | | 1987.07.24            | Odcinek specjalny (letni) 11 min długości                        |
| S-10       | +                                      | 179                   | Sonda lato – Spotkanie                    | | 1987.07.31            | Odcinek specjalny (letni) 13 min długości                        |
| S-11       | +                                      |                       | Sonda lato – Mikro                        | | 1987.08.07            | Odcinek specjalny (letni) 11 min długości                        |
| S-13       | +                                      |                       | Sonda lato – Roboty                       | | 1987.08.14            | Odcinek specjalny (letni) 12 min długości                        |
| S-14       | +                                      |                       | Sonda lato – Materiały                    | | 1987.08.21            | Odcinek specjalny (letni) 13 min długości                        |
| S-15       | +                                      |                       | Sonda lato – Samochód                     | | 1987.08.28            | Odcinek specjalny (letni) 12 min długości                        |
| 418        | +                                      | 113                   | Wielkie oko                               | Mikroskopy optyczne (historia) i elektronowe                                                                                                  | 1987.09.10            |                                                                  |
| P-303      | +                                      | 013                   | Rafinada                                  | | 1987.09.17            |                                                                  |
| 419        | +                                      | 044                   | Pełnym wiatrem                            | Budowa oraz technologia produkcji deski windsurfingowej                                                                                       | 1987.09.24            |                                                                  |
| 420        | +                                      | 196                   | Gładka skóra                              | | 1987.10.08            |                                                                  |
| S-16       | +                                      | 159                   | Opowieści warsztatowe, czyli 10 lat Sondy | | 1987.10.11            | Odcinek specjalny (podwójnej długości)                           |
| P-305      | +                                      | 021                   | Łata                                      | O nowoczesnych opatrunkach | 1987.10.15            |                                                                  |
| 421        | +                                      | 077                   | Z nędzy do pieniędzy                      | | 1987.10.22            |                                                                  |
| 422        | +                                      | 018                   | Czysta gra                                | Metody sterylizacji przedmiotów medycznych. Izolacja chorego od środowiska zewnętrznego                                                       | 1987.10.29            |                                                                  |
| 423        | +                                      | 108                   | Pejzaż z wiatrakami                       | Rodzaje wiatraków i ich zastosowania do produkcji energii                                                                                     | 1987.11.05            |                                                                  |
| P-321      | +                                      | 041                   | Remont kapitalny                          | Sztuczne serce, stymulatory, zastawki | 1987.11.12            |                                                                  |
| 424        | +                                      | 049                   | Przepowiednia                             | Prognozowanie pogody, urządzenia pomiarowe, analiza danych, symulowanie zjawisk meteo                                                         | 1987.11.19            |                                                                  |
| 425        | +                                      | 025                   | Sokoli wzrok                              | | 1987.11.26            |                                                                  |
| 426        | +                                      | 122                   | Odcinek specjalny                         | Sport samochodowy | 1987.12.03            |                                                                  |
| P-324      | +                                      | 042                   | Spółdzielnia kruszywo                     | | 1987.12.10            |                                                                  |
| 427        | +                                      | 104                   | Waga piórkowa                             | Spieniony polistyren, czyli styropian – zastosowania                                                                                          | 1987.12.17            |                                                                  |

### Rok 1988
42 emisji (nowych: 26, powtórek: 16, specjalnych: 0) dostępnych odcinków: 25
| Nr odcinka | Obecność w archiwum Telewizji Polskiej | Nr odcinka dostępnego | Tytuł odcinka             | Temat odcinka                                                                                             | Data pierwszej emisji | Uwagi |
| ---------- | -------------------------------------- | --------------------- | ------------------------- | --- | --------------------- | --- |
| 428        | +                                      | 133                   | Igła w stogu siana        | | 1988.01.07            | |
| 429        | +                                      | 093                   | Wymiana rur               | | 1988.01.14            | |
| P-326      | +                                      | 128                   | Machina Czasu część I     | | 1988.01.21            | |
| P-329      | +                                      | 152                   | Machina Czasu część II    | | 1988.01.28            | |
| 430        | +                                      | 138                   | Nie do ukrycia            | Zastosowanie telewizji przemysłowej i kamer termowizyjnych                                                | 1988.02.04            | |
| 431        | +                                      | 121                   | Ostre cięcie              | Techniki służące rozdzielaniu materii (cięciu) przy pomocy różnych noży, laserów, strumienia cieczy i in. | 1988.02.11            | |
| P-338      | +                                      | 150                   | Tabletka cz. 1            | | 1988.02.18            | |
| P-343      | +                                      | 130                   | Tabletka cz. 2            | | 1988.02.25            | |
| 432        | +                                      | 020                   | Jak robi się rozum        | Zasady wytwarzania układów scalonych; technologia                                                         | 1988.03.03            | Program prowadzi sam Andrzej Kurek |
| 433        | +                                      | 074                   | Poduszka                  | | 1988.03.10            | |
| P-325      | +                                      | 088                   | Alchemia                  | | 1988.03.17            | |
| 434        | +                                      | 107                   | Na wylot                  | | 1988.03.24            | |
| 435        | +                                      | 085                   | Błysk                     | | 1988.03.31            | |
| 436        | +                                      | 045                   | Łopatka                   | | 1988.04.07            | |
| P-331      | +                                      | 084                   | Obieg wtórny              | | 1988.04.14            | |
| 437        | +                                      | 089                   | Wszystko już było         | Unowocześnianie różnych wynalazków. „Nieprawda, że wszystko już było, wszystko dopiero będzie”            | 1988.04.21            | |
| 438        | +                                      |                       | Kruche morze              | | 1988.05.05            | |
| P-363      | +                                      | 101                   | Test cz. 1                | | 1988.05.19            | |
| P-370      | +                                      | 102                   | Test cz. 2                | | 1988.05.26            | |
| 439        | +                                      | 038                   | Ziarno                    | | 1988.06.16            | Remake odcinka 128 |
| 440        | +                                      | 146                   | Opowieści australijskie 1 | | 1988.06.30            | |
| 441        | +                                      | 147                   | Opowieści australijskie 2 | | 1988.07.06            | |
| 442        | +                                      | 148                   | Opowieści australijskie 3 | | 1988.07.13            | |
| 443        | +                                      | 149                   | Opowieści australijskie 4 | | 1988.07.20            | |
| 444        | +                                      | 079                   | Dzień Słońca              | | 1988.09.01            | |
| P-336      | +                                      | 172                   | Diesel                    | | 1988.09.08            | |
| 445        | +                                      | 039                   | Ugór                      | | 1988.09.15            | |
| 446        | +                                      | 112                   | Zamki na piasku           | Całkowicie nowe systemy budownictwa                                                                       | 1988.09.22            | |
| P-371      | +                                      | 142                   | Bliskie spotkania         | | 1988.09.29            | |
| 447        | +                                      | 037                   | Chwast                    | Chemiczne, biologiczne i mechaniczne sposoby walki z chwastami                                            | 1988.10.06            | |
| P-335      | +                                      | 048                   | Wstęga                    | | 1988.10.13            | |
| 448        | +                                      | 116                   | Centralne                 | Wykorzystanie energii geotermicznej, poszukiwanie złóż geotermalnych                                      | 1988.10.20            | |
| P-337      | +                                      | 098                   | Struktura kryształu       | | 1988.10.27            | |
| 449        | +                                      | 118                   | Hazard                    | | 1988.11.03            | Emisja zaledwie 9 dni po produkcji |
| 450        | +                                      | 177                   | Przygody życia            | | 1988.11.10            | Francuski Park naukowo – techniczny La Villete |
| P-340      | +                                      | 027                   | Żywe fabryki              | | 1988.11.17            | |
| 451        | +                                      | 046                   | Uchwyt                    | | 1988.11.24            | |
| 452        | +                                      | 117                   | Kwestia minut             | Techniki ratujące życie ofiarom wypadków                                                                  | 1988.12.01            | Odcinek szczególny, w przedziwny sposób powiązany z twórcami SONDY. Tak opisuje odcinek A. Dolistowski: „W końcu roku 1988, kilka miesięcy przed katastrofą drogową, w której obydwaj zginęli, Andrzej Kurek siedział na planie Sondy – programu który realizowali od dwunastu lat – zakleszczony w pogiętym wraku samochodu. Entuzjastycznie opisywał najnowsze techniki i technologie ratujące ludziom życie w nadzwyczajnych i tragicznych okolicznościach. Przepowiadał polskim widzom wizję lepszej przyszłości...” |
| P-342      | +                                      | 195                   | Muzeum                    | | 1988.12.08            | |
| P-344      | +                                      | 100                   | Ruda zaraza               | | 1988.12.15            | |
| 453        | +                                      | 023                   | Na szkle malowane         | | 1988.12.22            | Program prowadzi sam Andrzej Kurek |
| P-345      | +                                      | 015                   | Jak w uchu                | O tym, jak działa ucho                                                                                    | 1988.12.29            | |

### Rok 1989
27 emisji (nowych: 13, powtórek: 12, specjalnych: 2) dostępnych odcinków: 14
| Nr odcinka | Obecność w archiwum Telewizji Polskiej | Nr odcinka dostępnego | Tytuł odcinka                                | Temat odcinka                                                             | Data pierwszej emisji | Uwagi |
| ---------- | -------------------------------------- | --------------------- | -------------------------------------------- | ------------------------------------------------------------------------- | --------------------- | --- |
| 454        | +                                      | 106                   | Jak po sznurku                               |                                                                           | 1989.01.05            | Jak po sznurku – nie jest powtórzeniem. Jest nowym programem, choć z identycznym tytułem jak poz. 319 – Jak po sznurku – emisja: 06.09.1984. Program prowadzi sam Andrzej Kurek |
| 455        | +                                      | 047b                  | Ruch lokalny                                 |                                                                           | 1989.01.12            | |
| P-349      | +                                      | 067                   | Rakietowe szlaki                             |                                                                           | 1989.01.19            | |
| P-359      | +                                      |                       | Fala                                         |                                                                           | 1989.01.26            | |
| 456        | +                                      | 062                   | Siła chemii                                  |                                                                           | 1989.02.02            | |
| S-17       | +                                      | 051                   | Zespół Sondy przedstawia: Koralowy kontynent |                                                                           | 1989.02.09            | |
| P-360      | +                                      | 145                   | Wysokie loty                                 |                                                                           | 1989.02.16            | |
| 457        | +                                      | 053                   | Print                                        | Techniki druku – drukarki igłowe, laserowe i początki druku atramentowego | 1989.03.02            | |
| P-367      | +                                      | 082                   | Dobra zabawa                                 |                                                                           | 1989.03.09            | |
| P-362      | +                                      | 141                   | Droga mleczna                                |                                                                           | 1989.03.16            | |
| 458        | +                                      |                       | Pośrodku drogi donikąd                       |                                                                           | 1989.03.23            | |
| 459        | +                                      | 187                   | Kwaśny deszcz                                |                                                                           | 1989.03.30            | |
| P-365      | +                                      | 080                   | Tęcza                                        |                                                                           | 1989.04.06            | |
| 460        | +                                      | 092                   | Królestwo szkła                              | Szkło                                                                     | 1989.04.13            | |
| 461        | +                                      | 022                   | Liczyć, aby żyć                              |                                                                           | 1989.04.20            | |
| P-366      | +                                      | 016                   | Przemiany                                    |                                                                           | 1989.04.27            | |
| 462        | +                                      | 034                   | Zielona medycyna                             | Wykorzystanie roślin i zwierząt w farmaceutyce                            | 1989.05.04            | |
| 463        | +                                      | 063                   | Pomysł na coś                                |                                                                           | 1989.05.11            | |
| 464        | +                                      | 064                   | Dach nad głową                               |                                                                           | 1989.05.18            | |
| P-369      | +                                      | 061                   | Klinika zwierząt                             |                                                                           | 1989.06.08            | |
| 465        | +                                      | 168                   | Prawo siły                                   | Narzędzia ratownictwa drogowego, ich produkcja i użycie, CAM              | 1989.06.15            | |
| P-379      | +                                      | 006                   | Promień nadziei                              | Lasery                                                                    | 1989.06.22            | |
| P-381      | +                                      | 173                   | Odwieczna wojna                              |                                                                           | 1989.09.07            | |
| P-382      | +                                      | 066                   | Kodeks kosmosu                               | Fizyka kwantowa; kosmologia; astronomia                                   | 1989.09.14            | |
| 466        | +                                      | 144                   | Pionowy start                                |                                                                           | 1989.09.21            | |
| P-354      | +                                      | 059                   | Bateria                                      |                                                                           | 1989.09.28            | |
| P-383      | +                                      | 056                   | Gry wojenne                                  |                                                                           | 1989.10.05            | Emisja wstrzymana |
| 467        |                                        |                       | Kapeć                                        |                                                                           | 1989.10.12            | Emisja wstrzymana. Program nie został zrealizowany, brak informacji o planowanej tematyce                                                                                       |
| 468        | +                                      | 072                   | Sen na jawie                                 |                                                                           | 1989.10.19            | Emisja wstrzymana. Premiera 1990.09.08 |
| P-351      | +                                      | 036                   | Orka                                         |                                                                           | 1989.10.26            | Emisja wstrzymana |
| S-18       | +                                      |                       | Sonda – wspomnienie – real. T. Pyć           |                                                                           | 1989.10.05            | Wspomnienie o twórcach programu; długość – 5 min |

### Rok 1990
4 emisje (nowych: 3, powtórek: 1, specjalnych: 0) dostępnych odcinków: 2
| Nr odcinka | Obecność w archiwum Telewizji Polskiej | Nr odcinka dostępnego | Tytuł odcinka            | Temat odcinka                        | Data pierwszej emisji | Uwagi                                            |
| ---------- | -------------------------------------- | --------------------- | ------------------------ | ------------------------------------ | --------------------- | ------------------------------------------------ |
| 467        | +                                      | 072                   | Sen na jawie             | Technologie destylacji ropy naftowej | 1990.09.08            |                                                  |
| P-413      | +                                      | 161                   | Hikari znaczy błyskawica |                                      | 1990.09.15            |                                                  |
| 468        | +                                      | 197                   | Nasze kochane zwierzęta  | Badania unikalnych gatunków zwierząt | 1990.09.22            | Ukończony po śmierci autorów przez Tomasza Pycia |
| 469        | +                                      |                       | Rezerwat                 | Australia – park narodowy Kakadu     | 1990.09.29            | Ukończony po śmierci autorów przez Tomasza Pycia |

### Rok 1992
1 emisja (nowych: 0, powtórek: 0, specjalnych: 1) dostępnych odcinków: 1
| Nr odcinka | Obecność w archiwum Telewizji Polskiej | Nr odcinka dostępnego | Tytuł odcinka       | Temat odcinka                             | Data pierwszej emisji | Uwagi |
| ---------- | -------------------------------------- | --------------------- | ------------------- | ----------------------------------------- | --------------------- | ----- |
| S-19       | +                                      | 000                   | Dwaj ludzie z Sondą | Program wspomnieniowy o twórcach programu | 1992.10.25            |       |

## Lista dostępnych odcinków wraz z numeracją i datą emisji
| Nr   | Nr odcinka | Tytuł odcinka                              | Temat odcinka | Data pierwszej emisji | Uwagi |
| ---- | ---------- | ------------------------------------------ | --- | --------------------- | --- |
| 000  | S – 19     | Dwaj ludzie z Sondą                        | Program wspomnieniowy o twórcach programu | 1992.10.25            | |
| 001  | 299        | Plaster rzeczywistości                     | Zapis obrazu na płycie LaserDisc | 1984.04.05            | |
| 002  | 341        | CAD                                        | Komputerowe wspomaganie projektowania – najnowsze komputerowe technologie projektowania wspomaganego komputerem | 1985.02.14            | |
| 003  | 275        | Do utraty tchu                             | Metody badania możliwości fizycznych i psychomotorycznych sportowca, energetyki organizmu, czasu reakcji, analiza ruchu itp. | 1983.09.22            | Odcinek znany jest pod błędną nazwą „instytut sportu” |
| 004  | 87         | Życie na niby                              | Techniki symulacji | 1979.07.17            | W odcinku nie jest podany tytuł, stąd przez wiele lat funkcjonował błędny – „Symulacje”. |
| 005  | 151        | Oko demona                                 | Lasery | 1980.11.27            | |
| 006  | 379        | Promień nadziei                            | Lasery | 1986.02.20            | |
| 007  | 403        | Ruchome obrazki                            | Techniki nagrywania; taśma filmowa, video – co lepsze? | 1987.01.15            | |
| 008  | 177        | Co w trawie piszczy                        | Trawy; zboża; techniki uprawy; postęp | 1981.06.11            | |
| 009  | 390        | Nocne ognie                                | Dlaczego zwierzęta świecą. Świetliki, plankton, ryby. | 1986.06.26            | |
| 010  | 268        | Olej                                       | Oleje – skład; najnowsze technologie | 1983.06.09            | |
| 011  | 207        | Fabryka absolutu                           | Niskie temperatury; wytwarzanie; technologie z tym związane | 1982.03.04            | |
| 012  | 396        | Promienie informacji                       | Światłowody; telekomunikacja; lasery i pochodne | 1986.10.30            | |
| 013  | 303        | Rafinada                                   | Wydobycie i przetwórstwo ropy naftowej. | 1984.05.03            | |
| 014  | 391        | Cyborg                                     | Możliwości produkcji „części zamiennych” dla człowieka, sztuczne serce, nerka. | 1986.09.11            | |
| 015  | 345        | Jak w uchu                                 | O tym, jak działa ucho. | 1985.03.14            | Tłumaczenie materiału filmowego o jednym z pierwszych implantów ślimakowych czyta Wiktor Niedzicki, znany później z programu „Laboratorium" |
| 016  | 366        | Przemiany                                  | Technologia produkcji igły gramofonowej. Przetwarzanie drgań igły na dźwięk. | 1985.10.31            | |
| 017  | 405        | Ultrawizje                                 | O zastosowaniu ultradźwięków w medycynie. | 1987.02.05            | |
| 018  | 422        | Czysta gra                                 | O sposobach na sterylność w medycynie. | 1987.10.29            | |
| 019  | 395        | Echo                                       | O przekazie satelitarnym, GPS. | 1986.10.23            | |
| 020  | 432        | Jak się robi rozum                         | Zasady wytwarzania układów scalonych; technologia | 1988.03.03            | |
| 021  | 305        | Łata                                       | O nowoczesnych opatrunkach. | 1984.05.17            | |
| 022  | 461        | Liczyć, aby żyć                            | Komputery w sklepie, hotelu, restauracji, projektowaniu dźwigów, bankowości. | 1989.04.20            | |
| 023  | 453        | Na szkle malowane                          | O komputerach jako narzędziach do tworzenia sztuki. Rzeźba, grafika, animacje, filmy. | 1988.12.22            | |
| 024  | 386        | Sekrety królowej                           | O matematyce | 1986.05.15            | Opisywana liczba pierwsza Słowińskiego została odkryta w 1983 |
| 025  | 425        | Sokoli wzrok                               | Teledetekcja w rolnictwie, ochronie środowiska, kartografii; termowizja. | 1987.11.26            | |
| 026  | 373        | Zagadka mężczyzn                           | O tym, czy mężczyźni są potrzebni w naturze. | 1985.12.19            | |
| 027  | 340        | Żywe fabryki                               | O bakteriach i biotechnologii. | 1985.02.07            | |
| 028  | 314        | Czynnik Si cz. 1                           | Technologia krzemu. Układy scalone; początki; techniki wytwarzania | 1984.08.02            | |
| 029  | 315        | Czynnik Si cz. 2                           | Technologia krzemu. Praktyczne zastosowanie układów scalonych | 1984.08.09            | |
| 030  | 316        | Czynnik Si cz. 3                           | Technologia krzemu. Automatyzacja i robotyzacja dzięki technologii komputerowej. | 1984.08.16            | |
| 031  | 317        | Czynnik Si cz. 4                           | Technologia krzemu. Komputery, języki programowania | 1984.08.23            | Program z udziałem Mateusza Kurka, syna Andrzeja Kurka |
| 032  | 318        | Czynnik Si cz. 5                           | Technologia krzemu. Podsumowanie cyklu. Praktyczne zastosowania komputerów. | 1984.08.30            | |
| 033  | 280        | Jednostka słodyczy                         | Cukier | 1983.11.03            | |
| 034  | 462        | Zielona medycyna                           | Wykorzystanie roślin i zwierząt w farmaceutyce. | 1989.05.04            | |
| 035  | 348        | Czas urodzaju                              | O glebie, chwastach, szkodnikach, i chemii w rolnictwie. | 1985.04.04            | |
| 036  | 351        | Orka                                       | O oraniu ziemi. Maszyny, techniki, badanie gleby. | 1985.04.25            | |
| 037  | 447        | Chwast                                     | Chemiczne, biologiczne i mechaniczne sposoby walki z chwastami | 1988.10.06            | |
| 038  | 439        | Ziarno                                     | O nasionach, ich badaniu, niekonwencjonalnych metodach siewu. | 1988.06.16            | |
| 039  | 445        | Ugór                                       | Sposoby nawadniania terenów objętych suszą. | 1988.09.15            | |
| 040  | 213        | Salmed 82                                  | Nowinki w technice medycznej | 1982.04.22            | |
| 041  | 321        | Remont kapitalny                           | Sztuczne serce, stymulatory, zastawki. | 1984.09.20            | |
| 042  | 324        | Spółdzielnia Kruszywo                      | Sposoby leczenia kamicy nerkowej. | 1984.10.11            | |
| 043  | 376        | Tajemnice snu                              | O śnie | 1986.01.23            | |
| 044  | 419        | Pełnym wiatrem                             | Budowa i technologia deski windsurfingowej. | 1987.09.24            | |
| 045  | 436        | Łopatka                                    | Śmigła samolotowe, śruby okrętowe, wirniki sprężarek. | 1988.04.07            | |
| 046  | 451        | Uchwyt                                     | Dłoń, ergonomia | 1988.11.24            | |
| 047  | 262        | Taśma                                      | Automatyzacja procesów produkcyjnych | 1983.04.21            | |
| 047b | 455        | Ruch lokalny                               | Automatyzacja procesów produkcyjnych | 1989.01.12            | Odcinek z identycznym scenariuszem i felietonami jak odc. 262 – Taśma, ale zrealizowany w roku 1988 lub na samym początku 1989. |
| 048  | 335        | Wstęga                                     | Papier i jego powstawanie, obróbka, badanie. | 1985.01.03            | |
| 049  | 424        | Przepowiednia                              | Prognozowanie pogody, urządzenia pomiarowe, analiza danych, symulowanie zjawisk meteo. | 1987.11.19            | |
| 050  | 388        | Brzydka plama                              | Prezentacja metod walki z wielkimi katastrofami ekologicznymi | 1986.06.05            | Remake. Odcinek z identycznym scenariuszem i felietonami jak odc. 101 – Brzydka plama, ale zrealizowany w roku 1986. |
| 051  | S – 17     | Koralowy kontynent                         | Wielka rafa koralowa, park Wonderland (Townsville, Australia) największe akwarium na świecie (rafa in vitro) | 1989.02.09            | |
| 052  | 237        | Węzeł                                      | Drogownictwo, projektowanie dróg, budowa, materiały, badania nawierzchni. | 1982.10.28            | |
| 053  | 457        | Print                                      | Techniki druku – drukarki igłowe, laserowe i początki druku atramentowego | 1989.03.02            | |
| 054  | 411        | Siła                                       | Wykorzystanie sprężonego powietrza: Podnośniki hydrauliczne, narzędzia pneumatyczne, siłowniki, poduszkowce, kamizelka i tratwa ratunkowa ze sprężonym gazem, komory ciśnieniowe | 1987.04.09            | |
| 055  | 304        | Eliksir Królowej Śniegu                    | Skraplanie gazów, temperatury bliskie zera absolutnego, nadprzewodnictwo | 1984.05.10            | Program prowadzi sam Andrzej Kurek, bez Zdzisława Kamińskiego |
| 056  | 383        | Gry wojenne                                | O strategiach przetrwania w świecie roślin i zwierząt | 1986.04.03            | |
| 057  | 322        | Krople                                     | Spraje, atomizery... krople | 1984.09.27            | |
| 058  | 219        | Kamienny kosmos                            | Mineralogia | 1982.06.17            | |
| 059  | 354        | Bateria                                    | O akumulatorach | 1985.05.23            | |
| 060  | 293        | Żarówa                                     | O żarówkach | 1987.02.19            | |
| 061  | 369        | Klinika zwierząt                           | Inseminacja, tworzenie lepszych odmian bydła | 1985.11.15            | |
| 062  | 456        | Siła chemii                                | Tworzywa sztuczne | 1989.02.02            | |
| 063  | 463        | Pomysł na coś                              | O wynajdywaniu nowych gadżetów | 1989.05.11            | |
| 064  | 464        | Dach nad głową                             | Pokrycia dachowe – dachówki bitumiczne | 1989.05.18            | |
| 065  | 378        | Solar                                      | Baterie słoneczne | 1986.02.06            | |
| 066  | 382        | Kodeks kosmosu                             | Fizyka kwantowa; kosmologia; astronomia | 1989.09.14            | |
| 067  | 349        | Rakietowe szlaki                           | Historia silników rakietowych | 1985.04.11            | |
| 068  | 297        | Made in Orbit                              | Laboratoria orbitalne | 1984.03.22            | |
| 069  | 286        | Gwiezdny puls                              | Teoria fal grawitacyjnych | 1983.12.15            | |
| 070  | 49         | Na krańcach widma – termowizja             | Program o podstawach, właściwościach, zastosowaniach promieniowania podczerwonego | 1978.09.28            | |
| 071  | 288        | Video ’83                                  | Najnowsze techniki z dziedziny Audio-Video, prezentacja płyty kompaktowej, VHS, Beta | 1983.12.29            | |
| 072  | 467        | Sen na jawie                               | Problemy z benzyną; technologie przetwarzania ropy naftowej i jej pochodnych | 1990.09.08            | |
| 073  | 408        | Powtórka z koła                            | Wady koła – rozwiązania alternatywne: Przeguby, wahliwe zawieszenie, gąsienice, wszędołazy | 1987.03.05            | Program prowadzi sam Andrzej Kurek |
| 074  | 433        | Poduszka                                   | Kolej magnetyczna | 1988.03.10            | |
| 075  | 389        | Silentium Universi                         | Poszukiwanie cywilizacji pozaziemskich | 1986.06.19            | |
| 076  | 244        | Kontakt                                    | Łączność satelitarna | 1982.12.16            | |
| 077  | 421        | Z nędzy do pieniędzy                       | Przetwarzanie odpadów | 1987.10.22            | |
| 078  | 195        | Helix                                      | O helikopterach. Kręcone w Świdniku. | 1981.10.29            | |
| 079  | 444        | Dzień Słońca                               | Energia słoneczna – kolektory, ogniwa. | 1988.09.01            | |
| 080  | 365        | Tęcza                                      | Produkcja i właściwości farb | 1985.10.24            | |
| 081  | 300        | Wielkie światło                            | Lampy rtęciowe, sodowe i halogenowe | 1984.04.12            | |
| 082  | 367        | Dobra zabawa                               | Klocki Lego | 1985.11.07            | |
| 083  | 401        | Zoo                                        | Tresura zwierząt i ich wykorzystanie przez człowieka | 1986.12.18            | |
| 084  | 331        | Wtórny obieg                               | Recykling | 1984.12.06            | |
| 085  | 435        | Błysk                                      | latarnie morskie, lampy błyskowe, fotografia błyskawiczna, stroboskopy, emisja wymuszona – lasery, fuzja termojądrowa | 1988.03.31            | |
| 086  | 196        | Pteron                                     | Śmigłowce i inne maszyny latające pionowego startu (XV-15) | 1981.11.05            | Pteron oznacza po łacinie „skrzydło”. Program plenerowy prowadzony przez Z. Kamińskiego |
| 087  | 353        | Okrągła tajemnica                          | O jajku – Analiza kształtu, wytrzymałości, budowy, składu chemicznego i własności fizycznych | 1985.05.16            | Program prowadzi sam Andrzej Kurek (mający fryzurę dopasowaną do tematyki programu) |
| 088  | 325        | Alchemia                                   | O chemii i tworzywach sztucznych | 1984.10.18            | |
| 089  | 437        | Wszystko już było                          | Unowocześnianie różnych wynalazków. „Nieprawda, że wszystko już było, wszystko dopiero będzie”. | 1988.04.21            | |
| 090  | 375        | 3D                                         | Pierwsza grafika 3d na komputerach | 1986.01.16            | |
| 091  | 289        | Dziura w Ziemi                             | Wiertnictwo | 1984.01.05            | |
| 092  | 460        | Królestwo szkła                            | Szkło | 1989.04.13            | |
| 093  | 429        | Wymiana rur                                | Techniki i technologie stosowane przy transporcie rurami | 1988.01.14            | |
| 094  | 406        | Żelazne drogi                              | Koleje | 1987.02.12            | |
| 095  | 153        | I człowiek stworzył                        | Komputery: Wczesne techniki multimedialne | 1980.12.11            | |
| 096  | 277        | A’la carte                                 | O przepisie na stworzenie mikroprocesora | 1983.10.06            | |
| 097  | 410        | Krystaliczny świat                         | Kryształy – produkcja i zastosowanie. | 1987.03.26            | |
| 098  | 337        | Struktura kryształu                        | Kryształy | 1985.01.17            | |
| 099  | 261        | Taniec na linie                            | Budowa kolei linowych – program zrealizowany w obiektach kolei linowej na Kasprowy Wierch | 1983.04.14            | |
| 100  | 344        | Ruda zaraza                                | Korozja metali | 1985.03.07            | |
| 101  | 363        | Test cz. 1                                 | Symulacje, próby wytrzymałościowe | 1985.10.10            | |
| 102  | 370        | Test cz. 2                                 | Symulacje, próby wytrzymałościowe | 1985.11.22            | |
| 103  | 357        | Bomba w górę                               | Odcinek w całości na torze na Służewcu: podkuwanie, specjalna podkowa wyścigowa, żywienie konia wyścigowego, trening, leczenie, analiza krwi, zabiegi | 1985.06.20            | |
| 104  | 427        | Waga piórkowa                              | Spieniony polistyren, czyli styropian – zastosowania | 1987.12.17            | |
| 105  | 385        | Skrzydła                                   | Naśladownictwo rozwiązań zastosowanych przez naturę w technice lotniczej | 1986.04.24            | |
| 106  | 454        | Jak po sznurku                             | Systemy nawigacji (z czasów przed GPS) | 1989.01.05            | |
| 107  | 434        | Na wylot                                   | Aparaty rentgenowskie do walki z terroryzmem (na lotniskach) oraz do walki z przemytem na granicach wraz z programami obrabiającymi cyfrowo obraz | 1988.03.24            | |
| 108  | 423        | Pejzaż z wiatrakami                        | Rodzaje wiatraków i ich zastosowania do produkcji energii | 1987.11.05            | |
| 109  | 414        | Grawitacja zero                            | Ciężar, grawitacja, nieważkość, wyporność, basen zerograwitacyjny, lot bezwładny, stacje orbitalne jako fabryki | 1987.05.07            | |
| 110  | 294        | Wielka woda                                | Pomiar i przewidywania stanu wód, mapy hydrologiczne, zapobieganie powodziom, budowle hydrotechniczne. Program prowadzą Zdzisław Kamiński i Marek Siudym. | 1984.02.23            | |
| 111  | 333        | Zimny prysznic                             | Alarm o stanie środowiska | 1984.12.20            | Program składający się w większości z materiału zagranicznego |
| 112  | 446        | Zamki na piasku                            | Całkowicie nowe systemy budownictwa | 1988.09.22            | |
| 113  | 418        | Wielkie oko                                | Mikroskopy optyczne (historia) i elektronowe | 1987.09.10            | |
| 114  | 399        | Bąki                                       | Ruch obrotowy i jego właściwości – utrzymanie kierunku, żyrokompasy itp. | 1986.11.27            | |
| 115  | 397        | Wiza do Atlantydy                          | Nurkowanie na dużych głębokościach, eksperymenty w komorach testowych, działanie różnych mieszanek gazów. | 1986.11.06            | |
| 116  | 448        | Centralne                                  | Wykorzystanie energii geotermicznej, poszukiwanie złóż geotermalnych | 1988.10.20            | |
| 117  | 452        | Kwestia minut                              | Techniki ratujące życie ofiarom wypadków | 1988.12.01            | Odcinek szczególny, w przedziwny sposób powiązany z twórcami SONDY. Tak opisuje odcinek A. Dolistowski: „W końcu roku 1988, kilka miesięcy przed katastrofą drogową, w której obydwaj zginęli, Andrzej Kurek siedział na planie Sondy – programu który realizowali od dwunastu lat – zakleszczony w pogiętym wraku samochodu. Entuzjastycznie opisywał najnowsze techniki i technologie ratujące ludziom życie w nadzwyczajnych i tragicznych okolicznościach. Przepowiadał polskim widzom wizję lepszej przyszłości...” |
| 118  | 449        | Hazard                                     | O bezpieczeństwie na drodze. Pasy bezpieczeństwa, hamulce, bariery drogowe, alkomat, trawiaste chlapacze, radar i fotoradar, sprzęgło „antyscyzorykowe”. | 1988.11.03            | Wydruk z alkomatu prezentowanego w programie pokazuje „1988.10.25”. Emisja zaledwie 9 dni po produkcji. |
| 119  | 393        | Pełny gaz                                  | zasilanie gazowe pojazdów | 1986.09.25            | |
| 120  | 372        | Siła złego                                 | Wypadki; katastrofy; zapobieganie | 1985.12.12            | |
| 121  | 431        | Ostre cięcie                               | Techniki służące rozdzielaniu materii (cięciu) przy pomocy różnych noży, laserów, strumienia cieczy i in. | 1988.02.11            | |
| 122  | 426        | Odcinek specjalny                          | O technologiach stosowanych w samochodach rajdowych. | 1987.12.03            | |
| 123  | 154        | Lekcja anatomii                            | Tomograf komputerowy – cały program zrealizowany w zakładzie Radiologii szpitala na Szaserów | 1980.12.18            | |
| 124  | 415        | X                                          | Promieniowanie rentgenowskie, lampa rentgenowska, zdjęcia rentgenowskie, tomografia komputerowa | 1987.05.14            | |
| 125  | 402        | Dieta                                      | komputerowa analiza jakości mięsa, badanie zawartości mleka, fabryka chleba, opakOwania do żywności, konserwacja termiczna, puszkowanie | 1987.01.08            | |
| 126  | 330        | Korkociąg                                  | Aerodynamika i fizyka lotu. | 1984.11.29            | |
| 127  | 212        | Worek Odysa                                | Badanie różnych modeli w tunelach aerodynamicznych. | 1982.04.15            | |
| 128  | 326        | Machina czasu część I                      | Techniki rejestracji zjawisk ultraszybkich | 1984.10.25            | |
| 129  | 164        | Fatamorgana                                | Hologramy | 1981.03.12            | |
| 130  | 343        | Tabletka cz. 2                             | Medykamenty; wytwarzanie; badania | 1985.02.28            | |
| 131  | 392        | Cierpienia wynalazcy                       | Nikola Tesla – jego życie i wynalazki | 1986.09.18            | |
| 132  | 86         | Bąbelki                                    | Bąbelki – kiedy nam przeszkadzają (kawitacja), jak je możemy wykorzystać. | 1979.07.02            | |
| 133  | 428        | Igła w stogu siana                         | Sherlock Holmes (A. Kurek) i Doctor Watson (Z. Kamiński) – prezentowanie technik wykrywania różnych obiektów, śladów itp. | 1988.01.07            | |
| 134  | 253        | Światła w tunelu                           | Alfabet Braille’a, syntezator mowy, elektroniczny analizator obrazu i inne urządzenia pomocne niewidomym. | 1986.05.08            | |
| 135  | 31         | Fotokinotechnika                           | Relacja z wystawy FotoKinoTechnika ’78 – metody tworzenia nietypowych filmów i zdjęć | 1978.05.04            | Odcinek znany również pod nazwą Science Photo |
| 136  | 215        | Na cztery łapy                             | Technika lądowania samolotu, przyrządy nawigacyjne, radar, system ILS, autopilot. | 1982.05.06            | |
| 137  | 398        | Świetlne pomysły                           | Luminescencja – rodzaje i zastosowania praktyczne. | 1986.11.20            | |
| 138  | 430        | Nie do ukrycia                             | Zastosowanie telewizji przemysłowej i kamer termowizyjnych. | 1988.02.04            | |
| 139  | 417        | Mokra robota                               | Różne prace podwodne wykonywane przez ludzi i maszyny. | 1987.06.11            | |
| 140  | 251        | Głęboki oddech                             | Nurkowanie – problemy związane ze zmianami ciśnienia | 1983.02.03            | |
| 141  | 362        | Droga Mleczna                              | Mleko | 1985.10.03            | |
| 142  | 371        | Bliskie spotkania                          | UFO – fikcje, fakty, mistyfikacje i przypadki niewyjaśnione | 1985.12.05            | |
| 143  | 384        | Kolor                                      | Kolory, jak są odbierane i analizowane przez mózg, a jak przez maszyny, teoria barw | 1986.04.17            | |
| 144  | 466        | Pionowy start                              | Helikoptery – historia, funkcje, zasada działania, różne modele, przyszłościowe prototypy | 1989.09.21            | |
| 145  | 360        | Wysokie loty                               | Samoloty – sterowanie, obsługa, symulatory | 1985.09.19            | |
| 146  | 440        | Opowieści australijskie 1                  | Wyprawa do Australii – relacja z Expo ’88 | 1988.06.30            | |
| 147  | 441        | Opowieści australijskie 2                  | Wyprawa do Australii – Wyciągi, kolejki, rollercoastery | 1988.07.06            | |
| 148  | 442        | Opowieści australijskie 3                  | Wyprawa do Australii – Nowoczesne kina: kino z kopułowym ekranem (180 stopni), kino wyświetlające trójwymiarowe filmy | 1988.07.13            | Odcinek zawiera film trójwymiarowy. Pierwszy w historii polskiej telewizji. |
| 149  | 443        | Opowieści australijskie 4                  | Wyprawa do Australii – nowe australijskie banknoty z hologramami, naklejki holograficzne, wykorzystanie lasera do usuwania blizn, przebarwień skóry itp | 1988.07.20            | |
| 150  | 338        | Tabletka cz. 1                             | Medykamenty; wytwarzanie; badania | 1985.01.24            | |
| 151  | 270        | Skóra                                      | Budowa skóry człowieka i występujące w niej organizmy | 1983.06.23            | |
| 152  | 329        | Machina czasu część II                     | Techniki rejestracji zjawisk zachodzących bardzo wolno (rosnące rośliny, tworzące się kryształy itp) | 1984.11.22            | |
| 153  | 236        | Towarzystwo płaskiej Ziemi                 | kartografia, mapy, próby odwzorowania ziemi na płaskiej mapie, geodezja, pomiary dalmierzem i niwelatorem, wykorzystanie lasera w pomiarach ziemi, wsparcie komputera w generowaniu map, zdjęcia lotnicze – autograf, zdjęcia satelitarne                                                                                          | 1982.10.21            | |
| 154  | 232        | Klocki                                     | Funkcjonowanie morskiego terminalu kontenerowego. Suwnice, dźwigi, ciągniki i „pająki” do transportu kontenerów, statki kontenerowe Ro-ro, sieć komputerowa zarządzająca logistyką | 1982.09.23            | Odcinek w całości nakręcony na terenie Terminalu Kontenerowego w Gdyni |
| 155  | 308        | Atom – Algorytm technologii                | Energia atomowa: uran – historia odkrycia, wydobycie, reakcja łańcuchowa, budowa elektrowni, fabryka elementów paliwowych, reakcja zachodząca w reaktorze, pomieszczenie z reaktorem, uruchamianie reaktora, budowa elektrowni, systemy monitoringu                                                                                | 1984.06.07            | Filmy kręcone były w elektrowniach i symulatorze w Hiszpanii |
| 156  | 309        | Atom – Algorytm bezpieczeństwa             | Elektrownia atomowa – produkcja obróbka i testowanie nawet najdrobniejszych elementów, zabezpieczenia komputerowe w sterowni, symulator awarii | 1984.06.28            | Filmy kręcone były w elektrowniach i symulatorze w Hiszpanii |
| 157  | 394        | Atom – Algorytm bezpieczeństwa (suplement) | Spojrzenie na kwestie bezpieczeństwa energii atomowej w związku z budową elektrowni w Żarnowcu po katastrofie w Czarnobylu | 1986.10.09            | Program zawiera materiały filmowe z odcinków 308 i 309 oraz nową dyskusję w studiu |
| 158  | 64         | Nowe paliwa                                | perpetuum mobile, alternatywne źródła dla ropy naftowej w motoryzacji, mieszanka benzynowo metanolowa, wehikuł na ciekły azot, samochody elektryczne i hybrydowe, wodór, pedicar | 1979.01.23            | |
| 159  | S – 16     | Opowieści warsztatowe, czyli 10 lat Sondy  | Program prowadzi Zofia Czernicka, zawiera on kawałki programów i wywiady z ludźmi związanymi z produkcją programu (scenograf, konsultant, lektor itp) oraz kawałki z produkcji programu | 1987.10.11            | Odcinek specjalny podwójnej długości |
| 160  | 295        | Cały ten plastik                           | Różne zastosowania plastiku, teoria polimerów, inżynieria materiałowa, odlewnictwo, taśmowa produkcja elementów, przyszłość | 1984.03.01            | Program prowadzą Andrzej Kurek i Marek Siudym |
| 161  | 413        | Hikari znaczy błyskawica                   | Japońska kolej: Superexpresy, komputerowy system sterowania, maglev (pociąg na poduszce magnetycznej) | 1987.04.23            | |
| 162  | 208        | Ubranko na miarę                           | Stroje do zastosowań specjalnych: Strój do przebywania w wysokich temperaturach, strój ratownictwa chemicznego, strój – klatka faradaya, strój chroniący przed promieniowaniem mikrofalowym, strój do eksploracji podwodnej na dużej głębokości, strój kompensacyjny pilotów, strój astronauty pozwalający na przebywanie w próżni | 1982.03.11            | |
| 163  | 282        | Mikroloty                                  | Modele latające, nowe technologie stosowane w modelarstwie lotniczym, zastosowanie modeli przy projektowaniu i testowaniu nowych konstrukcji lotniczych, modele samolotów jako narzędzia badawcze w innych dziedzinach nauki (badanie zanieczyszczeń powietrza w okolicy elektrowni)                                               | 1983.11.17            | |
| 164  | 409        | Czerwona fala                              | Problemy kierowania ruchem ulicznym w dużych miastach, nowe systemy inteligentnego sterowania sygnalizacją świetlną, pierwsze pomysły na nawigację w samochodach osobowych | 1987.03.12            | |
| 165  | 307        | Gra w kalorie                              | Nowe sposoby na ogrzewanie oraz izolację termiczną, butelki z napylonymi grzałkami, nowoczesne systemy sterowania centralnym ogrzewaniem budynków, sposoby na optymalne spalanie, zastosowanie nowych materiałów kompozytowych do budowy izolacji termicznych                                                                      | 1984.05.31            | Program prowadzą Tomasz Pyć i Marek Siudym |
| 166  | 358        | Wysokie sprężanie                          | Silnik z zapłonem samoczynnym (diesel), monoblok – komputerowo wspomagane projektowanie i tworzenie, testowanie silnika w hamowni | 1985.09.05            | |
| 167  | 407        | Wstrząs                                    | Budowle antysejsmiczne i sposoby zabezpieczania wieżowców przed zniszczeniami wywołanymi trzęsieniem ziemi. Systemy badające i przewidujące wstrząsy tektoniczne | 1987.02.26            | |
| 168  | 465        | Prawo siły                                 | Demonstracja działania pneumatycznych urządzeń ratowniczych firmy Holmatro B.V. – nożyce, rozpieraki, siłowniki, poduszki – wszystko co może być potrzebne do ratowania osób zakleszczonych w rozbitych samochodach | 1989.06.15            | Jednolity materiał filmowy w całości nakręcony w Holandii |
| 169  | 231        | Nauka jazdy                                | ogromne tankowce (rysy II), opłacalność eksploatacji, praktyczna nauka sterowania tankowcem na modelu, sterownia, gwałtowne manewry, znajdowanie pozycji na morzu (radio, gps), manewry nocne | 1982.09.16            | |
| 170  | 229        | Miniatury                                  | modele statków, basen do testów w skali 1:20, badania różnych konstrukcji – tunelowe i w środowisku niekontrolowanym, badanie właściwości manewrowych | 1982.09.02            | |
| 171  | 306        | Cicha śmierć                               | ubywanie lasów, Brudnica mniszka i inne szkodniki, sposoby walki z nimi, wykorzystanie naturalnych i sztucznych feromonów | 1984.05.24            | Program prowadzi Marek Siudym |
| 172  | 336        | Diesel                                     | Zalety i wady silnika wysokoprężnego, proces spalania, zastosowania poza transportem drogowym. | 1985.01.10            | |
| 173  | 381        | Odwieczna wojna                            | Wojna rośliny-owady. Naturalna obrona (feromony odstraszające mszyce) i sztuczne środki chemiczne naśladujące naturę. | 1986.03.20            | |
| 174  | S-8        | Sonda lato – Cztery kółka                  | Komputerowo projektowane nadwozia | 1987.07.17            | |
| 175  | S-7        | Sonda lato – Foto                          | Soczewki, montaż obiektywów | 1987.07.10            | |
| 176  | 412        | Bezludne fabryki                           | Roboty przemysłowe – założenia, rzeczywistość i przyszłość. Wizyty w fabrykach: Toshiba, Olympus, Mitsubishi i Hitachi | 1987.04.16            | Odcinek na podstawie materiałów nakręconych w Japonii. |
| 177  | 450        | Przygody życia                             | Francuski Park naukowo – techniczny La Villete. | 1988.11.10            | |
| 178  | S – 9      | Sonda lato – TV                            | | 1987.07.24            | Odcinek specjalny (letni) 11 min długości |
| 179  | S – 10     | Sonda lato – Spotkanie                     | | 1987.07.31            | Odcinek specjalny (letni) 13 min długości |
| 180  | 355        | Platforma                                  | | 1985.05.30            | |
| 181  | 404        | A                                          | Autobusy | 1987.01.29            | |
| 182  | 301        | Pragnienie cz. 1                           | | 1984.04.19            | |
| 183  | 302        | Pragnienie cz. 2                           | | 1984.04.26            | |
| 184  | 387        | Strefa X                                   | Zagrożenia chemiczne, biologiczne i sposoby ochrony człowieka przed nimi (kombinezony) | 1986.05.22            | |
| 185  | 238        | Liczy się towar                            | Sposoby przewozu towaru przy użyciu samochodów ciężarowych | 1982.11.04            | |
| 186  | 377        | Żelastwo                                   | Budowa i produkcja komputera. Płyta główna. Dyski magnetyczne. Elektroniczne maszyny do pisania | 1986.01.30            | |
| 187  | 459        | Kwaśny deszcz                              | | 1989.03.30            | |
| 188  | 374        | Ikar 2000                                  | | 1986.01.02            | |
| 189  | 247        | Portret zbiorowy                           | Kompleksowe badania lekarskie (czyli „portret zbiorowy”) w Dolmedzie | 1983.01.06            | |
| 190  | 400        | Ogień                                      | | 1986.12.04            | |
| 191  | 319        | Jak po sznurku                             | | 1984.09.06            | |
| 192  | 233        | S.O.S.                                     | | 1982.09.30            | |
| 193  | 352        | Akcja czystość                             | | 1985.05.02            | |
| 194  | 380        | Formuła raka                               | | 1986.02.27            | |
| 195  | 342        | Muzeum                                     | | 1985.02.21            | |
| 196  | 420        | Gładka skóra                               | | 1987.10.08            | |
| 197  | 468        | Nasze kochane zwierzęta                    | Badania unikalnych gatunków zwierząt. | 1990.09.22            | Ukończony po śmierci autorów przez Tomasza Pycia |
| 198  | 82         | Inżynierowie roślin                        | Hodowla nowych odmian roślin w IHAR poprzez selekcje, krzyżowanie lub poprzez napromieniowanie roślin i nasion przy użyciu bomby kobaltowej | 1979.06.05            | Inny tytuł odcinka to "Hodowla i aklimatyzacja roślin" |
| 199  | 73         | Giganty szos                               | | 1979.03.27            | |
| 200  | 101        | Brzydka plama                              | Prezentacja metod walki na morzu z wielkimi katastrofami ekologicznymi spowodowanymi ropą naftową | 1979.10.30            | |
| 201  | 312        | Klub filmowy – Promienie urodzaju          | | 1984.07.19            | |
| 202  | 135        | Trzy na cztery                             | Telewizja przemysłowa, zastosowanie techniki cyfrowej w telewizji, cyfrowe przetwarzanie obrazu, prezentacja i wyjaśnienie działania teletekstu. | 1980.07.15            | Oryginalne nagranie utracone. Odcinek odnaleziony na taśmie VCR od osoby prywatnej. |
| 203  | 145        | Klucze życia                               | O przemianach białkowych, które zachodzą na Ziemi. | 1980.10.09            | Odcinek w posiadaniu archiwum Telewizji Polskiej, nigdy nieemitowany po premierze. Odnaleziony na taśmie VCR od osoby prywatnej. |
| 204  | 264        | Synteza                                    | Synteza dźwięku, syntezatory muzyczne. Program z udziałem Marka Bilińskiego. | 1983.05.05            | Oryginalne nagranie utracone. Odcinek odnaleziony na taśmie VCR u osoby prywatnej. Zgrany i udostępniony w serwisie YouTube 09.09.2023 r. |
| 205  | 267        | Chłodnym okiem                             | Termowizja, termowizory i ich zastosowanie. | 1983.05.26            | Oryginalne nagranie utracone. Odcinek odnaleziony na taśmie VCR u osoby prywatnej. Zgrany i udostępniony w serwisie YouTube 09.09.2023 r. |
| 206  | 216        | A jednak się kręci                         | Kuźnia, produkcja elementów, łożyska, kryształy. | 1982.05.20            | Oryginalne nagranie utracone. Odnaleziony na taśmie U-Matic od osoby prywatnej. Zgrany i udostępniony w serwisie YouTube 14.09.2023 r. |
| 207  | 217        | Jak w ulu                                  | Produkty z ula, rozwój matki i robotnicy, bramki w ulu. | 1982.05.27            | Oryginalne nagranie utracone. Odnaleziony na taśmie U-Matic od osoby prywatnej. Zgrany i udostępniony w serwisie YouTube 15.09.2023 r. |

## Lista odcinków wyemitowanych na antenie TVP Historia
| Nr  | Nr (powtórkowy) | Data pierwszej emisji | Tytuł odcinka                                                        |
| --- | --------------- | --------------------- | -------------------------------------------------------------------- |
| 1   | 1               | 2 września 2011(dts)  | Kodeks Kosmosu                                                       |
| 2   | 2               | 5 września 2011       | Nasze kochane zwierzęta                                              |
| 3   | 3               | 6 września 2011       | Ruch lokalny                                                         |
| 4   | 4               | 7 września 2011       | Ostre cięcie                                                         |
| 5   | 5               | 8 września 2011       | Liczyć, aby żyć                                                      |
| 6   | 6               | 9 września 2011       | Na szkle malowane                                                    |
| 7   | 7               | 12 września 2011      | Chwast                                                               |
| 8   | 8               | 13 września 2011      | Bezludne fabryki                                                     |
| 9   | 9               | 14 września 2011      | Gładka skóra                                                         |
| 10  | 10              | 15 września 2011      | Kwestia minut                                                        |
| 11  | 11              | 16 września 2011      | Siła chemii                                                          |
| 12  | 12              | 19 września 2011      | Koralowy kontynent                                                   |
| 13  | 13              | 20 września 2011      | Gry wojenne                                                          |
| 14  | 14              | 21 września 2011      | Klinika zwierząt                                                     |
| 15  | 15              | 22 września 2011      | A                                                                    |
| 16  | 16              | 23 września 2011      | Eliksir Królowej Śniegu                                              |
| 17  | 17              | 26 września 2011      | Czynnik Si cz. 1                                                     |
| 18  | 7 (powtórka)    | 27 września 2011      | Chwast                                                               |
| 19  | 18              | 28 września 2011      | Prawo siły                                                           |
| 20  | 19              | 29 września 2011      | Poduszka                                                             |
| 21  | 20              | 30 września 2011      | Sen na jawie                                                         |
| 22  | 21              | 3 października 2011   | Skóra                                                                |
| 23  | 22              | 4 października 2011   | Wstęga                                                               |
| 24  | 23              | 5 października 2011   | Tajemnice snu                                                        |
| 25  | 24              | 6 października 2011   | Igła w stogu siana                                                   |
| 26  | 25              | 7 października 2011   | Atom – Algorytm bezpieczeństwa (suplement)                           |
| 27  | 26              | 10 października 2011  | Hikari znaczy błyskawica                                             |
| 28  | 27              | 11 października 2011  | Dach nad głową                                                       |
| 29  | 28              | 12 października 2011  | Co w trawie piszczy                                                  |
| 30  | 29              | 13 października 2011  | Obieg wtórny                                                         |
| 31  | 30              | 14 października 2011  | Kwaśny deszcz                                                        |
| 32  | 31              | 17 października 2011  | Diesel                                                               |
| 33  | 32              | 18 października 2011  | Ikar 2000                                                            |
| 34  | 33              | 19 października 2011  | Cały ten plastik                                                     |
| 35  | 34              | 20 października 2011  | Dobra zabawa                                                         |
| 36  | 35              | 21 października 2011  | Na wylot                                                             |
| 37  | 36              | 24 października 2011  | Olej                                                                 |
| 38  | 37              | 25 października 2011  | Towarzystwo płaskiej Ziemi                                           |
| 39  | 38              | 26 października 2011  | Cyborg                                                               |
| 40  | 39              | 27 października 2011  | Łopatka                                                              |
| 41  | 40              | 28 października 2011  | Taniec na linie                                                      |
| 42  | 41              | 31 października 2011  | Jak robi się rozum                                                   |
| 43  | 42              | 1 listopada 2011      | Korkociąg                                                            |
| 44  | 43              | 2 listopada 2011      | Video ’83                                                            |
| 45  | 44              | 3 listopada 2011      | Machina czasu cz. 1                                                  |
| 46  | 45              | 4 listopada 2011      | Machina czasu cz. 2                                                  |
| 47  | 46              | 7 listopada 2011      | Dzień Słońca                                                         |
| 48  | 47              | 8 listopada 2011      | Tabletka cz. 1                                                       |
| 49  | 48              | 9 listopada 2011      | Tabletka cz. 2                                                       |
| 50  | 49              | 10 listopada 2011     | Wielka woda                                                          |
| 51  | 50              | 14 listopada 2011     | Foto-kino-technika ’78                                               |
| 52  | 51              | 15 listopada 2011     | Cierpienia wynalazcy                                                 |
| 53  | 52              | 16 listopada 2011     | Ropa naftowa (Brzydka plama ’79)                                     |
| 54  | 53              | 17 listopada 2011     | Portret zbiorowy                                                     |
| 55  | 54              | 18 listopada 2011     | Na cztery łapy                                                       |
| 56  | 6 (powtórka)    | 21 listopada 2011     | Na szkle malowane                                                    |
| 57  | 55              | 22 listopada 2011     | Klub filmowy – Promienie urodzaju                                    |
| 58  | 56              | 23 listopada 2011     | Helix                                                                |
| 59  | 57              | 24 listopada 2011     | Ciepło, niewidzialne promieniowanie (Na krańcach widma – termowizja) |
| 60  | 31 (powtórka)   | 25 listopada 2011     | Kwaśny deszcz                                                        |
| 61  | 9 (powtórka)    | 28 listopada 2011     | Gładka skóra                                                         |
| 62  | 58              | 29 listopada 2011     | CAD                                                                  |
| 63  | 59              | 30 listopada 2011     | Alchemia                                                             |
| 64  | 60              | 1 grudnia 2011        | Dziura w ziemi                                                       |
| 65  | 61              | 2 grudnia 2011        | Głęboki oddech                                                       |
| 66  | 8 (powtórka)    | 5 grudnia 2011        | Bezludne fabryki                                                     |
| 67  | 62              | 6 grudnia 2011        | Jednostka słodyczy                                                   |
| 68  | 63              | 7 grudnia 2011        | Łata                                                                 |
| 69  | 64              | 8 grudnia 2011        | Oko demona                                                           |
| 70  | 19 (powtórka)   | 9 grudnia 2011        | Prawo siły                                                           |
| 71  | 65              | 12 grudnia 2011       | Bliskie spotkania                                                    |
| 72  | 4 (powtórka)    | 13 grudnia 2011       | Ostre cięcie                                                         |
| 73  | 2 (powtórka)    | 14 grudnia 2011       | Nasze kochane zwierzęta                                              |
| 74  | 66              | 15 grudnia 2011       | Plaster rzeczywistości                                               |
| 75  | 67              | 16 grudnia 2011       | Solar                                                                |
| 76  | 68              | 19 grudnia 2011       | Struktura kryształu                                                  |
| 77  | 69              | 20 grudnia 2011       | Ultrawizje                                                           |
| 78  | 70              | 21 grudnia 2011       | Liczy się towar                                                      |
| 79  | 7 (powtórka)    | 22 grudnia 2011       | Chwast                                                               |
| 80  | 71              | 23 grudnia 2011       | á la carte                                                           |
| 81  | 72              | 26 grudnia 2011       | Bomba w górę                                                         |
| 82  | 10 (powtórka)   | 27 grudnia 2011       | Kwestia minut                                                        |
| 83  | 73              | 28 grudnia 2011       | Muzeum                                                               |
| 84  | 74              | 29 grudnia 2011       | Grafika komputerowa (3D)                                             |
| 85  | 75              | 30 grudnia 2011       | Pomysł na coś                                                        |
| 86  | 5 (powtórka)    | 2 stycznia 2012       | Liczyć, aby żyć                                                      |
| 87  | 76              | 3 stycznia 2012       | Bateria                                                              |
| 88  | 77              | 4 stycznia 2012       | Kontakt                                                              |
| 89  | 78              | 5 stycznia 2012       | Platforma                                                            |
| 90  | 79              | 6 stycznia 2012       | Cicha śmierć                                                         |
| 91  | 80              | 7 stycznia 2012       | Pełnym wiatrem                                                       |
| 92  | 81              | 8 stycznia 2012       | Czerwona fala                                                        |
| 93  | 82              | 9 stycznia 2012       | Jak w uchu                                                           |
| 94  | 83              | 10 stycznia 2012      | Made in orbit                                                        |
| 95  | 84              | 11 stycznia 2012      | Krople                                                               |
| 96  | 85              | 12 stycznia 2012      | Nocne ognie                                                          |
| 97  | 86              | 13 stycznia 2012      | Czysta gra                                                           |
| 98  | 87              | 14 stycznia 2012      | Droga mleczna                                                        |
| 99  | 88              | 15 stycznia 2012      | Atom – Algorytm technologii                                          |
| 100 | 89              | 16 stycznia 2012      | Światło w tunelu                                                     |
| 101 | 11 (powtórka)   | 17 stycznia 2012      | Siła chemii                                                          |
| 102 | 90              | 18 stycznia 2012      | Bąki                                                                 |
| 103 | 91              | 19 stycznia 2012      | I człowiek stworzył                                                  |
| 104 | 92              | 20 stycznia 2012      | Węzeł                                                                |
| 105 | 93              | 21 stycznia 2012      | Hazard                                                               |
| 106 | 94              | 22 stycznia 2012      | Krystaliczny świat                                                   |
| 107 | 95              | 23 stycznia 2012      | Fabryka absolutu                                                     |
| 108 | 96              | 24 stycznia 2012      | Promienie informacji                                                 |
| 109 | 97              | 25 stycznia 2012      | Nowe paliwa                                                          |
| 110 | 98              | 26 stycznia 2012      | Grawitacja zero                                                      |
| 111 | 99              | 27 stycznia 2012      | Pęcherzyki powietrzne (Bąbelki)                                      |
| 112 | 100             | 28 stycznia 2012      | Orka                                                                 |
| 113 | 101             | 29 stycznia 2012      | Star (Giganty szos)                                                  |
| 114 | 21 (powtórka)   | 30 stycznia 2012      | Sen na jawie                                                         |
| 115 | 102             | 31 stycznia 2012      | Dieta                                                                |
| 116 | 103             | 1 lutego 2012         | Ruda zaraza                                                          |
| 117 | 104             | 2 lutego 2012         | Lekcja anatomii                                                      |
| 118 | 105             | 3 lutego 2012         | Brzydka plama ’86                                                    |
| 119 | 106             | 4 lutego 2012         | Centralne                                                            |
| 120 | 107             | 5 lutego 2012         | Powtórka z koła                                                      |
| 121 | 108             | 6 lutego 2012         | ZOO                                                                  |
| 122 | 109             | 7 lutego 2012         | Remont kapitalny                                                     |
| 123 | 110             | 8 lutego 2012         | Rafinada                                                             |
| 124 | 111             | 9 lutego 2012         | Przygody życia                                                       |
| 125 | 112             | 10 lutego 2012        | Odwieczna wojna                                                      |
| 126 | 113             | 11 lutego 2012        | Nie do ukrycia                                                       |
| 127 | 114             | 12 lutego 2012        | Mikroloty                                                            |
| 128 | 115             | 13 lutego 2012        | Print                                                                |
| 129 | 116             | 14 lutego 2012        | S.O.S.                                                               |
| 130 | 117             | 15 lutego 2012        | Formuła raka                                                         |
| 131 | 118             | 16 lutego 2012        | Kolor                                                                |
| 132 | 119             | 17 lutego 2012        | Pełny gaz                                                            |
| 133 | 20 (powtórka)   | 18 lutego 2012        | Poduszka                                                             |
| 134 | 120             | 19 lutego 2012        | Przepowiednia                                                        |
| 135 | 121             | 20 lutego 2012        | Ruchome obrazki                                                      |
| 136 | 3 (powtórka)    | 21 lutego 2012        | Ruch lokalny                                                         |
| 137 | 122             | 22 lutego 2012        | Silentium Universi                                                   |
| 138 | 123             | 23 lutego 2012        | Uchwyt                                                               |
| 139 | 124             | 24 lutego 2012        | Mokra robota                                                         |
| 140 | 125             | 25 lutego 2012        | Pionowy start                                                        |
| 141 | 126             | 26 lutego 2012        | Wszystko już było                                                    |
| 142 | 127             | 27 lutego 2012        | Ugór                                                                 |
| 143 | 128             | 28 lutego 2012        | Ubranko na miarę                                                     |
| 144 | 129             | 29 lutego 2012        | Pteron                                                               |
| 145 | 130             | 1 marca 2012          | Żarówa                                                               |
| 146 | 131             | 2 marca 2012          | Wstrząs                                                              |
| 147 | 132             | 5 marca 2012          | Świetlne pomysły                                                     |
| 148 | 133             | 6 marca 2012          | Taśma                                                                |
| 149 | 134             | 7 marca 2012          | Siła złego                                                           |
| 150 | 135             | 8 marca 2012          | Zagadka mężczyzn                                                     |
| 151 | 136             | 9 marca 2012          | Ziarno                                                               |
| 152 | 137             | 12 marca 2012         | Spółdzielnia kruszywo                                                |
| 153 | 138             | 13 marca 2012         | Żelazne drogi                                                        |
| 154 | 139             | 14 marca 2012         | Zimny prysznic                                                       |
| 155 | 140             | 15 marca 2012         | Opowieści australijskie cz. 1                                        |
| 156 | 141             | 16 marca 2012         | Opowieści australijskie cz. 2                                        |
| 157 | 142             | 19 marca 2012         | Zamki na piasku                                                      |
| 158 | 143             | 20 marca 2012         | Żywe fabryki                                                         |
| 159 | 144             | 21 marca 2012         | Wysokie sprężanie                                                    |
| 160 | 145             | 22 marca 2012         | Worek Odysa                                                          |
| 161 | 146             | 23 marca 2012         | Wielkie oko                                                          |
| 162 | 147             | 26 marca 2012         | Skrzydła                                                             |
| 163 | 148             | 27 marca 2012         | Strefa X                                                             |
| 164 | 149             | 28 marca 2012         | Zielona medycyna                                                     |
| 165 | 150             | 29 marca 2012         | Wymiana rur                                                          |
| 166 | 151             | 30 marca 2012         | X                                                                    |
| 167 | 152             | 2 kwietnia 2012       | Sokoli wzrok                                                         |
| 168 | 5 (powtórka)    | 3 kwietnia 2012       | Liczyć, aby żyć                                                      |
| 169 | 153             | 4 kwietnia 2012       | Ogień                                                                |
| 170 | 154             | 5 kwietnia 2012       | Wielkie światło                                                      |
| 171 | 155             | 6 kwietnia 2012       | Żelastwo                                                             |
| 172 | 156             | 10 kwietnia 2012      | Pragnienie cz. 1                                                     |
| 173 | 157             | 11 kwietnia 2012      | Pragnienie cz. 2                                                     |
| 174 | 158             | 12 kwietnia 2012      | Okrągła tajemnica                                                    |
| 175 | 159             | 13 kwietnia 2012      | Gra w kalorie                                                        |
| 176 | 160             | 16 kwietnia 2012      | Opowieści australijskie cz. 3                                        |
| 177 | 161             | 17 kwietnia 2012      | Opowieści australijskie cz. 4                                        |
| 178 | 162             | 18 kwietnia 2012      | Odcinek specjalny                                                    |
| 179 | 163             | 19 kwietnia 2012      | Wysokie loty                                                         |
| 180 | 54 (powtórka)   | 20 kwietnia 2012      | Na cztery łapy                                                       |
| 181 | 164             | 23 kwietnia 2012      | Test cz. 1                                                           |
| 182 | 138 (powtórka)  | 24 kwietnia 2012      | Żelazne drogi                                                        |
| 183 | 81 (powtórka)   | 25 kwietnia 2012      | Czerwona fala                                                        |
| 184 | 165             | 26 kwietnia 2012      | Wiza do Atlantydy                                                    |
| 185 | 8 (powtórka)    | 27 kwietnia 2012      | Bezludne fabryki                                                     |
| 186 | 166             | 30 kwietnia 2012      | Dwaj ludzie z sondą                                                  |
| 187 | 1 (powtórka)    | 1 maja 2012           | Kodeks Kosmosu                                                       |
| 188 | 167             | 2 maja 2012           | Życie na niby                                                        |
| 189 | 168             | 3 maja 2012           | Hodowla i aklimatyzacja roślin (Inżynierowie roślin)                 |
| 190 | 13 (powtórka)   | 7 maja 2012           | Gry wojenne                                                          |
| 191 | 169             | 8 maja 2012           | Czas urodzaju                                                        |
| 192 | 17 (powtórka)   | 14 maja 2012          | Czynnik Si cz. 1                                                     |
| 193 | 170             | 16 maja 2012          | Czynnik Si cz. 2                                                     |
| 194 | 171             | 21 maja 2012          | Czynnik Si cz. 3                                                     |
| 195 | 172             | 23 maja 2012          | Czynnik Si cz. 4                                                     |
| 196 | 173             | 24 maja 2012          | Czynnik Si cz. 5                                                     |
| 197 | 14 (powtórka)   | 25 maja 2012          | Klinika zwierząt                                                     |
| 198 | 15 (powtórka)   | 7 czerwca 2012        | A                                                                    |
| 199 | 155 (powtórka)  | 8 czerwca 2012        | Żelastwo                                                             |
| 200 | 62 (powtórka)   | 9 czerwca 2012        | Jednostka słodyczy                                                   |
| 201 | 37 (powtórka)   | 10 czerwca 2012       | Towarzystwo płaskiej Ziemi                                           |
| 202 | 23 (powtórka)   | 11 czerwca 2012       | Tajemnice snu                                                        |
| 203 | 21 (powtórka)   | 12 czerwca 2012       | Skóra                                                                |
| 204 | 174             | 13 czerwca 2012       | Rakietowe szlaki                                                     |
| 205 | 12 (powtórka)   | 14 czerwca 2012       | Koralowy kontynent                                                   |
| 206 | 175             | 15 czerwca 2012       | Klocki                                                               |
| 207 | 32 (powtórka)   | 16 czerwca 2012       | Ikar 2000                                                            |
| 208 | 34 (powtórka)   | 17 czerwca 2012       | Dobra zabawa                                                         |
| 209 | 81 (powtórka)   | 18 czerwca 2012       | Czerwona fala                                                        |
| 210 | 65 (powtórka)   | 19 czerwca 2012       | Bliskie spotkania                                                    |
| 211 | 3 (powtórka)    | 20 czerwca 2012       | Ruch lokalny                                                         |
| 212 | 20 (powtórka)   | 21 czerwca 2012       | Sen na jawie                                                         |
| 213 | 176             | 22 czerwca 2012       | Sekrety królowej                                                     |
| 214 | 52 (powtórka)   | 23 czerwca 2012       | Ropa naftowa (Brzydka plama ’79)                                     |
| 215 | 99 (powtórka)   | 24 czerwca 2012       | Pęcherzyki powietrzne (Bąbelki)                                      |
| 216 | 113 (powtórka)  | 25 czerwca 2012       | Nie do ukrycia                                                       |
| 217 | 84 (powtórka)   | 26 czerwca 2012       | Krople                                                               |
| 218 | 42 (powtórka)   | 27 czerwca 2012       | Korkociąg                                                            |
| 219 | 50 (powtórka)   | 28 czerwca 2012       | Foto-kino-technika ’78                                               |
| 220 | 31 (powtórka)   | 29 czerwca 2012       | Diesel                                                               |
| 221 | 28 (powtórka)   | 30 czerwca 2012       | Co w trawie piszczy                                                  |
| 222 | 6 (powtórka)    | 1 lipca 2012          | Na szkle malowane                                                    |
| 223 | 25 (powtórka)   | 2 lipca 2012          | Atom – Algorytm bezpieczeństwa (suplement)                           |
| 224 | 90 (powtórka)   | 3 lipca 2012          | Bąki                                                                 |
| 225 | 18 (powtórka)   | 4 lipca 2012          | Prawo siły                                                           |
| 226 | 134 (powtórka)  | 5 lipca 2012          | Siła złego                                                           |
| 227 | 148 (powtórka)  | 6 lipca 2012          | Strefa X                                                             |
| 228 | 44 (powtórka)   | 7 lipca 2012          | Machina czasu cz. 1                                                  |
| 229 | 45 (powtórka)   | 8 lipca 2012          | Machina czasu cz. 2                                                  |
| 230 | 147 (powtórka)  | 9 lipca 2012          | Skrzydła                                                             |
| 231 | 69 (powtórka)   | 10 lipca 2012         | Ultrawizje                                                           |
| 232 | 139 (powtórka)  | 11 lipca 2012         | Zimny prysznic                                                       |
| 233 | 121 (powtórka)  | 12 lipca 2012         | Ruchome obrazki                                                      |
| 234 | 85 (powtórka)   | 13 lipca 2012         | Nocne ognie                                                          |
| 235 | 85 (powtórka)   | 14 lipca 2012         | Nocne ognie                                                          |
| 236 | 36 (powtórka)   | 15 lipca 2012         | Olej                                                                 |
| 237 | 72 (powtórka)   | 16 lipca 2012         | Bomba w górę                                                         |
| 238 | 93 (powtórka)   | 17 lipca 2012         | Hazard                                                               |
| 239 | 56 (powtórka)   | 18 lipca 2012         | Helix                                                                |
| 240 | 64 (powtórka)   | 19 lipca 2012         | Oko demona                                                           |
| 241 | 122 (powtórka)  | 20 lipca 2012         | Silentium Universi                                                   |
| 242 | 156 (powtórka)  | 21 lipca 2012         | Pragnienie cz. 1                                                     |
| 243 | 157 (powtórka)  | 22 lipca 2012         | Pragnienie cz. 2                                                     |
| 244 | 116 (powtórka)  | 23 lipca 2012         | SOS                                                                  |
| 245 | 101 (powtórka)  | 24 lipca 2012         | Star (Giganty szos)                                                  |
| 246 | 127 (powtórka)  | 25 lipca 2012         | Ugór                                                                 |
| 247 | 133 (powtórka)  | 26 lipca 2012         | Taśma                                                                |
| 248 | 132 (powtórka)  | 27 lipca 2012         | Świetlne pomysły                                                     |
| 249 | 109 (powtórka)  | 28 lipca 2012         | Remont kapitalny                                                     |
| 250 | 92 (powtórka)   | 29 lipca 2012         | Węzeł                                                                |
| 251 | 111 (powtórka)  | 30 lipca 2012         | Przygody życia                                                       |
| 252 | 124 (powtórka)  | 31 lipca 2012         | Mokra robota                                                         |
| 253 | 105 (powtórka)  | 2 sierpnia 2012       | Brzydka plama ’86                                                    |
| 254 | 79 (powtórka)   | 3 sierpnia 2012       | Cicha śmierć                                                         |
| 255 | 63 (powtórka)   | 5 sierpnia 2012       | Łata                                                                 |
| 256 | 38 (powtórka)   | 6 sierpnia 2012       | Cyborg                                                               |
| 257 | 159 (powtórka)  | 7 sierpnia 2012       | Gra w kalorie                                                        |
| 258 | 118 (powtórka)  | 8 sierpnia 2012       | Kolor                                                                |
| 259 | 10 (powtórka)   | 9 sierpnia 2012       | Kwestia minut                                                        |
| 260 | 104 (powtórka)  | 10 sierpnia 2012      | Lekcja anatomii                                                      |
| 261 | 83 (powtórka)   | 11 sierpnia 2012      | Made in orbit                                                        |
| 262 | 119 (powtórka)  | 12 sierpnia 2012      | Pełny gaz                                                            |
| 263 | 100 (powtórka)  | 13 sierpnia 2012      | Orka                                                                 |
| 264 | 125 (powtórka)  | 14 sierpnia 2012      | Pionowy start                                                        |
| 265 | 152 (powtórka)  | 15 sierpnia 2012      | Sokoli wzrok                                                         |
| 266 | 68 (powtórka)   | 16 sierpnia 2012      | Struktura kryształu                                                  |
| 267 | 89 (powtórka)   | 17 sierpnia 2012      | Światło w tunelu                                                     |
| 268 | 47 (powtórka)   | 18 sierpnia 2012      | Tabletka cz. 1                                                       |
| 269 | 48 (powtórka)   | 19 sierpnia 2012      | Tabletka cz. 2                                                       |
| 270 | 128 (powtórka)  | 20 sierpnia 2012      | Ubranko na miarę                                                     |
| 271 | 49 (powtórka)   | 21 sierpnia 2012      | Wielka woda                                                          |
| 272 | 126 (powtórka)  | 22 sierpnia 2012      | Wszystko już było                                                    |
| 273 | 151 (powtórka)  | 23 sierpnia 2012      | X                                                                    |
| 274 | 135 (powtórka)  | 24 sierpnia 2012      | Zagadka mężczyzn                                                     |
| 275 | 142 (powtórka)  | 25 sierpnia 2012      | Zamki na piasku                                                      |
| 276 | 136 (powtórka)  | 26 sierpnia 2012      | Ziarno                                                               |
| 277 | 138 (powtórka)  | 27 sierpnia 2012      | Żelazne drogi                                                        |
| 278 | 143 (powtórka)  | 28 sierpnia 2012      | Żywe fabryki                                                         |
| 279 | 35 (powtórka)   | 29 sierpnia 2012      | Na wylot                                                             |
| 280 | 158 (powtórka)  | 30 sierpnia 2012      | Okrągła tajemnica                                                    |
| 281 | 4 (powtórka)    | 31 sierpnia 2012      | Ostre cięcie                                                         |
| 282 | 53 (powtórka)   | 1 września 2012       | Portret zbiorowy                                                     |
| 283 | 107 (powtórka)  | 2 września 2012       | Powtórka z koła                                                      |
| 284 | 102 (powtórka)  | 8 września 2012       | Dieta                                                                |
| 285 | 46 (powtórka)   | 15 września 2012      | Dzień Słońca                                                         |
| 286 | 130 (powtórka)  | 22 września 2012      | Formuła raka                                                         |
| 287 | 55 (powtórka)   | 29 września 2012      | Klub filmowy – Promienie urodzaju                                    |
| 288 | 88 (powtórka)   | 6 października 2012   | Atom algorytm technologii                                            |
| 289 | 82 (powtórka)   | 13 października 2012  | Jak w uchu                                                           |
| 290 | 129 (powtórka)  | 25 października 2012  | Pteron                                                               |
| 291 | 113 (powtórka)  | 25 października 2012  | Nie do ukrycia                                                       |
| 292 | 154 (powtórka)  | 27 października 2012  | Wielkie światło                                                      |
| 293 | 41 (powtórka)   | 3 listopada 2012      | Jak robi się rozum                                                   |
| 294 | 62 (powtórka)   | 10 listopada 2012     | Jednostka słodyczy                                                   |
| 295 | 54 (powtórka)   | 17 listopada 2012     | Na cztery łapy                                                       |
| 296 | 19 (powtórka)   | 24 listopada 2012     | Poduszka                                                             |
| 297 | 95 (powtórka)   | 1 grudnia 2012        | Fabryka absolutu                                                     |
| 298 | 130 (powtórka)  | 8 grudnia 2012        | Żarówa                                                               |
| 299 | 145 (powtórka)  | 15 grudnia 2012       | Worek Odysa                                                          |
| 300 | 34 (powtórka)   | 22 grudnia 2012       | Dobra zabawa                                                         |
| 301 | 153 (powtórka)  | 29 grudnia 2012       | Ogień                                                                |
| 302 | 71 (powtórka)   | 5 stycznia 2013       | á la carte                                                           |
| 303 | 8 (powtórka)    | 12 stycznia 2013      | Bezludne fabryki                                                     |
| 304 | 86 (powtórka)   | 19 stycznia 2013      | Czysta gra                                                           |
| 305 | 175 (powtórka)  | 26 stycznia 2013      | Klocki                                                               |